# Olympic (Schiff, 1911–1935)
Die RMS Olympic, im Ersten Weltkrieg HMT Olympic (engl.: [oʊˈlɪ̃mpɪk]) der Reederei White Star Line war das erste und namengebende Typschiff der Olympic-Klasse und somit Schwesterschiff der Titanic und der Britannic. Als einziges Schiff ihrer Klasse konnte sich die Olympic mit einer 24-jährigen erfolgreichen Karriere schmücken. Vor allem aufgrund ihres Kriegsdienstes, bei dem sie zahlreiche gefährliche Situationen überstand, erhielt sie später den Spitznamen „Old Reliable“ (Alte Zuverlässige).

## Geschichte

### Bau

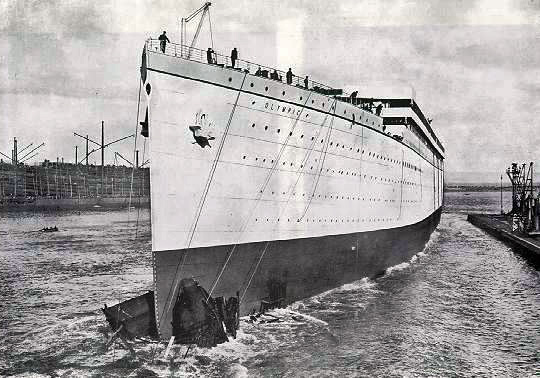
Für den Stapellauf erhielt der Rumpf der Olympic extra einen hellgrauen Anstrich

Die Kiellegung fand am 16. Dezember 1908 statt. Eigens für den Stapellauf am 20. Oktober 1910 erhielt die Olympic für kurze Zeit einen weißen/hellgrauen Anstrich. Dies sollte den Neubau deutlich sichtbar machen und den anwesenden Fotografen ein besseres, optisch möglichst ansprechendes Motiv ermöglichen. Das Schiff lief um 11 Uhr Ortszeit vom Stapel und benötigte für den gesamten Vorgang etwa 62 Sekunden. Die Testläufe der Olympic begannen am 2. Mai 1911, in deren Verlauf erstmals ihre Maschinen in Betrieb genommen wurden. Für die Öffentlichkeit war das Schiff am 27. Mai in Belfast und am 1. Juni in Liverpool für einen Tag zugänglich. Am 29. Mai 1911 wurde die Olympic fertiggestellt und am 31. Mai 1911, direkt nach dem Stapellauf der direkt neben ihr gebauten Titanic, der White Star Line übergeben.

### Frühe Jahre
Am 14. Juni 1911 startete die als Royal Mail Ship eingesetzte Olympic unter dem Kommando von Kapitän Edward John Smith, der später die Titanic kommandierte, zu ihrer Jungfernfahrt von Southampton über Cherbourg und Queenstown nach New York, am 21. Juni kam sie in New York an. Bereits am 20. September 1911 hatte sie eine schwere Kollision mit dem britischen Kreuzer HMS Hawke, die eine kostenintensive dreimonatige Reparatur erforderlich machte. Hierdurch verzögerten sich Fertigstellung und Jungfernfahrt der Titanic um drei Wochen. Dass die Kollision mit dem Rammbug eines Kriegsschiffes, der konstruktiv für Rammstöße ausgelegt war, um Gegner zu versenken, nicht zum Untergang der Olympic führte, hat vermutlich zum Vertrauen auf die Unsinkbarkeit der Schiffsklasse beigetragen.

### Untergang derTitanic
Die Olympic befand sich auf der Rückreise von Amerika nach Europa, als sie die Notrufe ihres Schwesterschiffs Titanic empfing. Zwar fuhr sie mit Höchstgeschwindigkeit in Richtung Unglücksstelle, doch war sie aufgrund der Entfernung von ca. 500 Seemeilen (926 Kilometer bzw. 20 Stunden) außer Reichweite. Jedoch bot die Olympic der Carpathia, die die Überlebenden der Titanic aufgesammelt hatte, an, diese wieder mit nach Europa mitzunehmen. Die Britische Admiralität jedoch entschied, dass es ein zu großes Risiko sei, die baugleiche Olympic in ähnliche Gewässer wie zuvor auch die Titanic fahren zu lassen.

### Folge derTitanic-Katastrophe
Nach der Titanic-Katastrophe wurden die Sicherheitsstandards auf Schiffen überarbeitet, was dazu führte, dass die Olympic mit zusätzlichen Rettungsbooten, verstärkten Schotten und einer doppelten Außenhaut ausgestattet wurde. Auch was die Innenausstattung anging, wurde die Olympic an ihre jüngere Schwester angepasst. Dadurch erhielt die Olympic unter anderem das Café Parisien der Titanic und das Restaurant auf dem B-Deck wurde nach Backbord auf Kosten der Promenade der Zweiten Klasse erweitert.

### Dienst im Ersten Weltkrieg
Während des Ersten Weltkrieges diente die Olympic in den Jahren 1914 bis 1918 als Truppentransportschiff. Zwei besonders erwähnenswerte Kriegsereignisse datieren auf den Oktober 1914, als sie unbeschädigt durch ein Minenfeld fuhr, um dem sinkenden Schlachtschiff Audacious zu helfen, sowie auf den 12. Mai 1918, als in ca. 500 Meter Entfernung das deutsche U-Boot U 103 gesichtet wurde. Offensichtlich hatte die U-Boot-Besatzung den Dampfer nicht rechtzeitig bemerkt, um sich in optimale Angriffsposition zu bringen, und musste auf die rückwärtigen Torpedorohre zurückgreifen, die aber nicht rechtzeitig feuerbereit waren. Kapitän Hayes ließ die Olympic Kurs auf U 103 nehmen, das sich mit einem Nottauchmanöver zu retten versuchte. Doch der Dampfer rammte das Boot, seine Backbord-Schraube durchschlug den Druckkörper, woraufhin U 103 sank. Zehn deutsche U-Boot-Fahrer kamen dabei ums Leben, 35 Mann überlebten, darunter der Kommandant Claus Rücker, und wurden später von einem US-amerikanischen Schiff aufgenommen.

### „Goldene Zwanziger“
Nach dem Kriegsdienst wurde die Olympic 1919 wieder zum Linienschiff umgebaut. Dabei wurden ihre Kessel, wie bei vielen großen Dampfern zu der Zeit, auf Ölfeuerung umgestellt, was nicht nur eine schnellere und saubere Bunkerung ermöglichte, sondern auch eine Menge Personal einsparte.
In den 1920er Jahren war sie sehr beliebt und beförderte viele prominente Passagiere, darunter Marie Curie, Charlie Chaplin, Mary Pickford und Douglas Fairbanks sowie Prinz Edward, zu dieser Zeit Prince of Wales. Zu ihrer Attraktivität verhalf ihr unter anderem, dass sie der Titanic zum Verwechseln ähnlich war.
Während dieser Zeit war das Schiff in zahlreiche Unfälle verwickelt: Am 22. Mai 1924 kollidierte die Olympic bei New York mit dem Liner Fort St. George. Im Februar 1926 wurde die Olympic im Nordatlantik von einer Monsterwelle getroffen, die zahlreiche Schäden, unter anderem vier zerstörte Brückenfenster (normalerweise ca. 24 Meter über dem Wasserspiegel), verursachte.

### Ende der Karriere

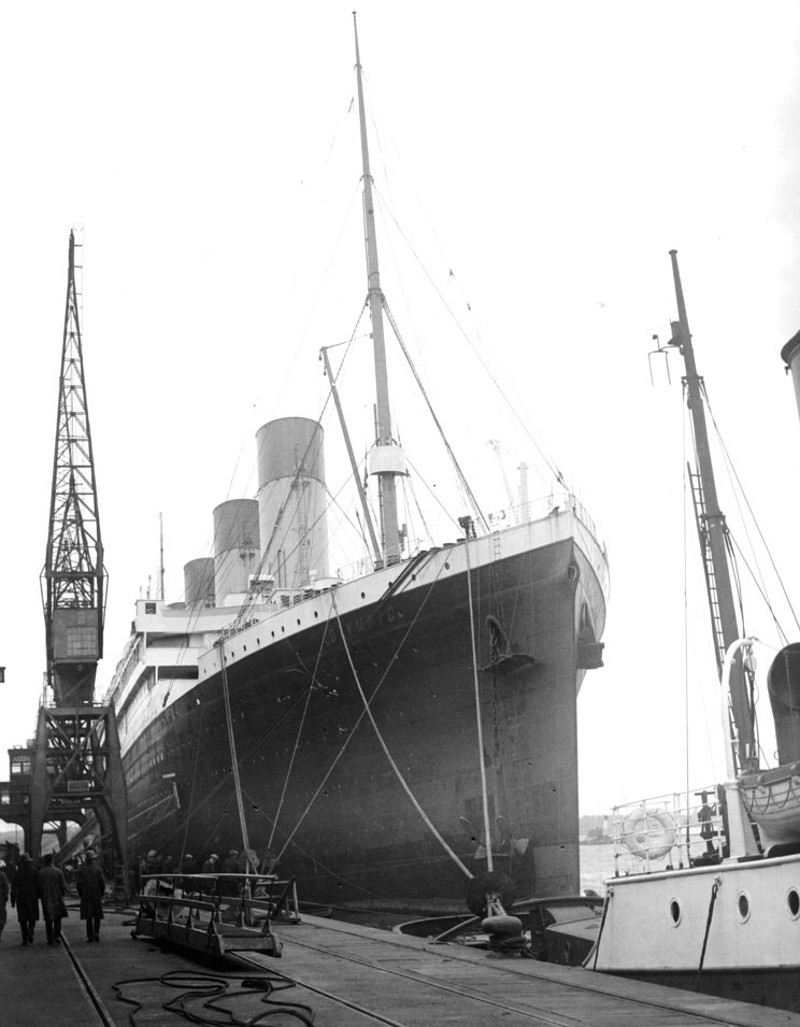
Die Olympic 1929 in Southampton

Von der Weltwirtschaftskrise Ende der 1920er Jahre waren auch die Linienschiffe betroffen. Vor allem die White Star Line, deren Management eher risikofreudig war und sich von der Titanic-Katastrophe nie ganz erholt hatte, befand sich in finanziellen Schwierigkeiten. So fand 1934 eine von der britischen Regierung erzwungene Fusion mit der konkurrierenden Cunard Line statt. Die Führung der Reedereigruppe begann anschließend mit dem Verkauf aller alten Schnelldampfer, um den Bau der Queen Mary und der Queen Elizabeth zu finanzieren. Als dann die Olympic am 15. Mai 1934 das Nantucket-Feuerschiff im dichten Nebel rammte und dabei sieben der elf Besatzungsmitglieder starben, beschloss man den Verkauf der Olympic, welche jedoch noch eine letzte Fahrt antreten sollte und die am 12. April 1935, von New York kommend, in Southampton endete. Bis dahin hatte sie 257-mal den Atlantik überquert, dabei 430.000 Passagiere kommerziell transportiert und 1,8 Millionen Seemeilen zurückgelegt.

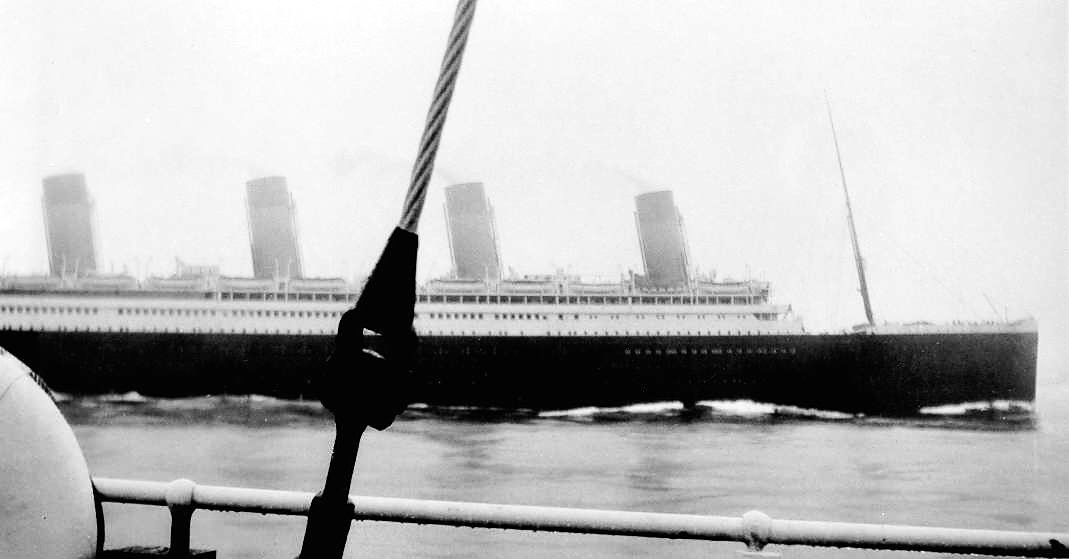
Die Olympic passiert das Feuerschiff LV-117 bei Nantucket, einen Monat vor dem tödlichen Unfall

Angesichts der Wirtschaftslage und des Schiffsalters wurde von Politikern ein Verkauf der Olympic an eine Abwrackwerft bei Jarrow (Nordostengland) vermittelt, um die dortige hohe Arbeitslosigkeit zu lindern. Am 11. Oktober 1935 erreichte sie nach zweitägiger Fahrt Jarrow, wo innerhalb der nächsten zwei Jahre unter anderem die Inneneinrichtung ausgebaut wurde. Der Rumpf wurde nach Inverkeithing (Schottland) geschleppt und neben der Mauretania abgewrackt. Das gleiche Schicksal hätte vermutlich früher oder später auch die Titanic ereilt, sofern sie nicht auf ihrer schicksalhaften Jungfernfahrt gesunken oder im Ersten Weltkrieg – wie die Britannic – versenkt worden wäre. 

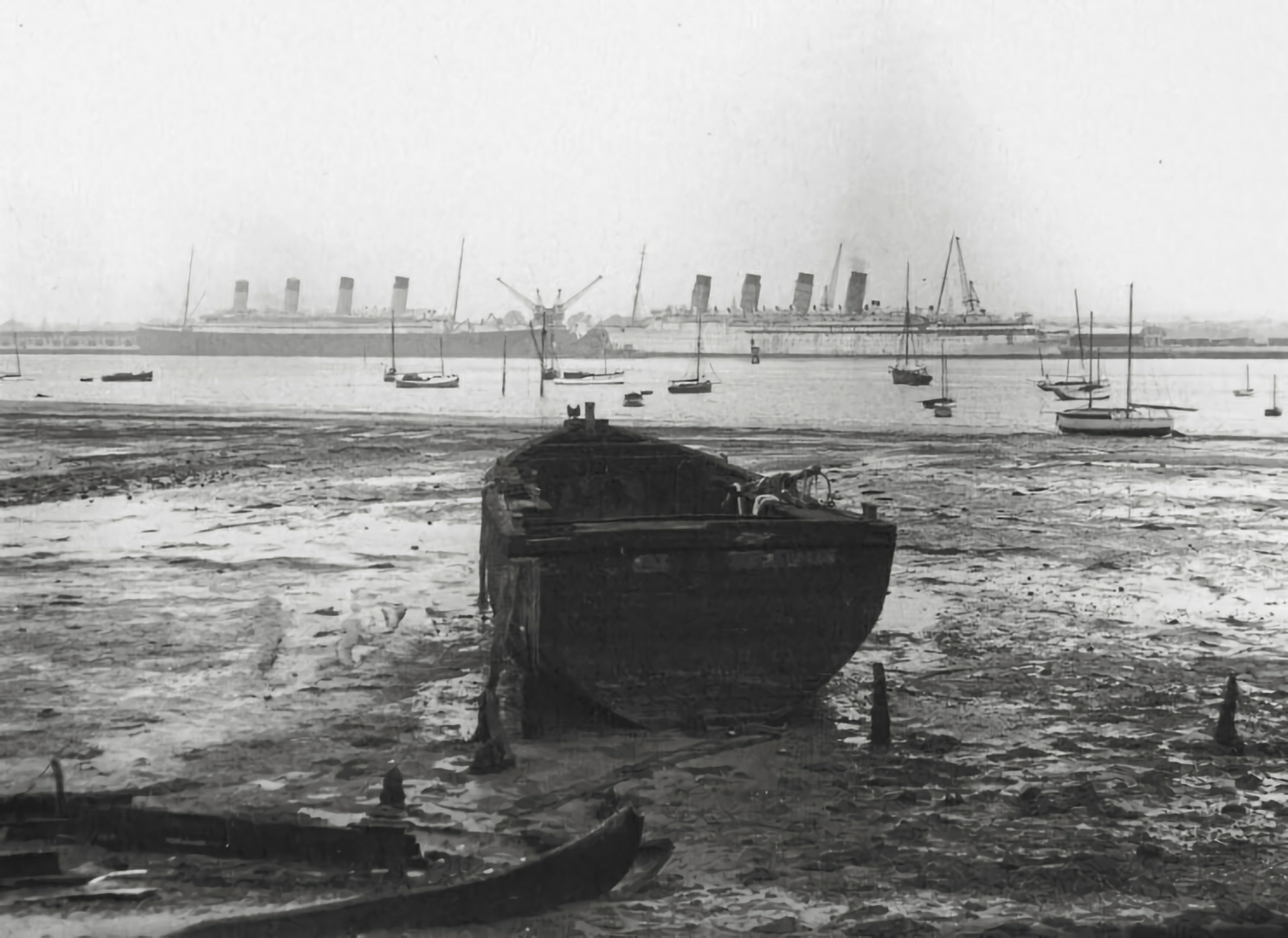
Die Olympic (Links) und die Mauretania im Hafen von Southampton kurz vor der Verschrottung

Im Laufe der Zeit wurden die zahlreichen Einrichtungsgegenstände und Wandverkleidungen der Olympic bei Auktionen veräußert:
- Die Walnuss-Paneele der Holztäfelung aus dem À-la-carte-Restaurant wurden zunächst in einem britischen Privathaus eingebaut. Die amerikanische Reederei Celebrity Cruises erwarb später die Teile bei einer Versteigerung des Auktionshauses Sotheby’s[14]. Sie befinden sich heute im Restaurant Olympic des Kreuzfahrtschiffs Celebrity Millennium.
- Große Teile der Holztäfelung, die Fenster und der Marmorkamin der Lounge der Ersten Klasse wurden im White Swan Hotel im britischen Alnwick installiert. Dort befinden sich zudem Teile des Geländers der großen Freitreppe der Olympic.
- Die berühmte Uhr Honour and Glory Crowning Time aus dem Treppenhaus, die mit der der Titanic identisch ist, befindet sich im SeaCity Museum in Southampton.
- Der Kronleuchter auf dem Geländer des Treppenhauses auf dem D-Deck befindet sich im The Oyster Box Hotel in Durban, Südafrika.
- Der ovale Deckenleuchter der Erste Klasse Lounge befindet sich im Opernhaus Cutler’s Hall in Sheffield, England.

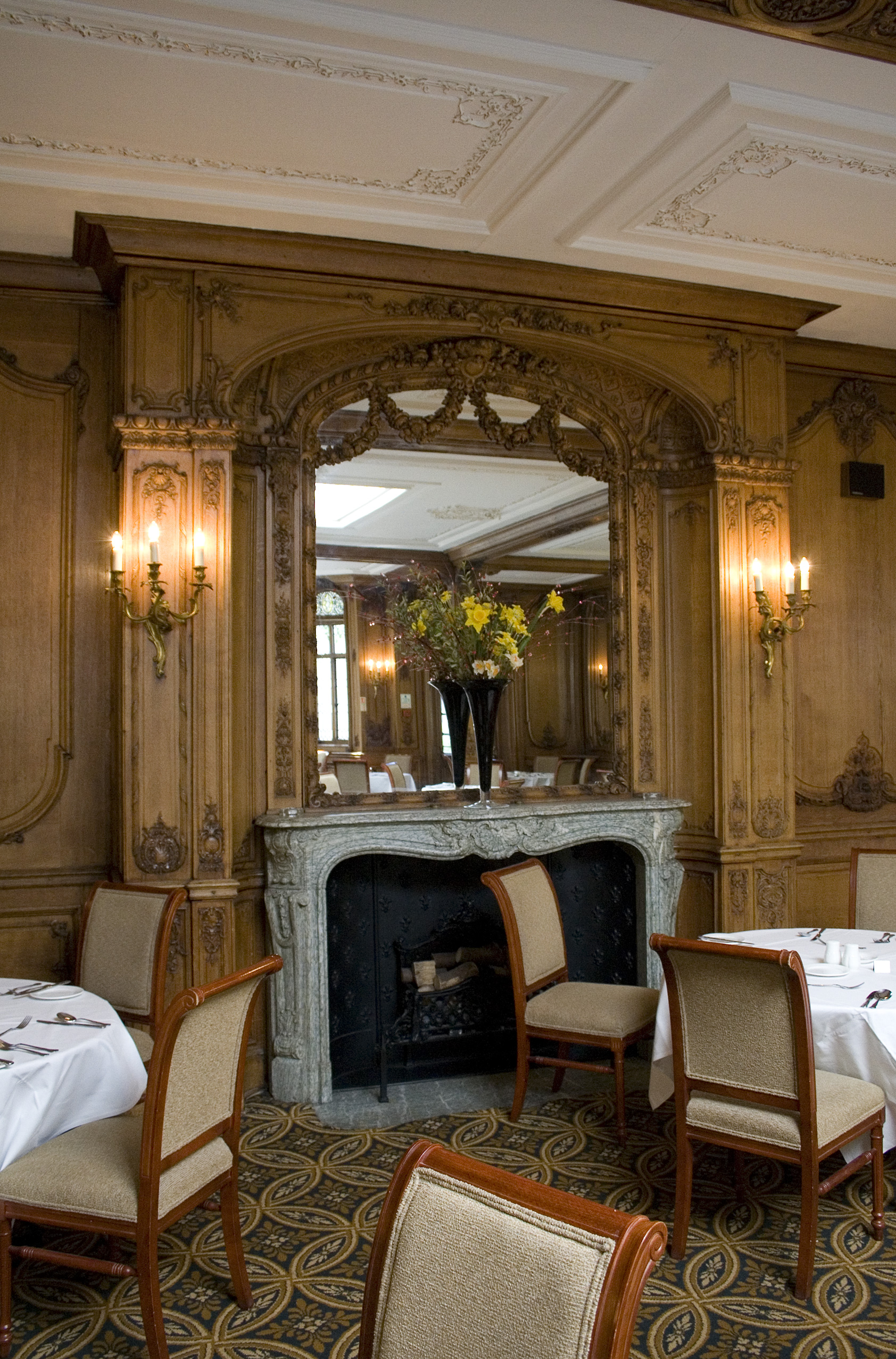
Marmor-Kamin aus der Olympic im White Swan Hotel
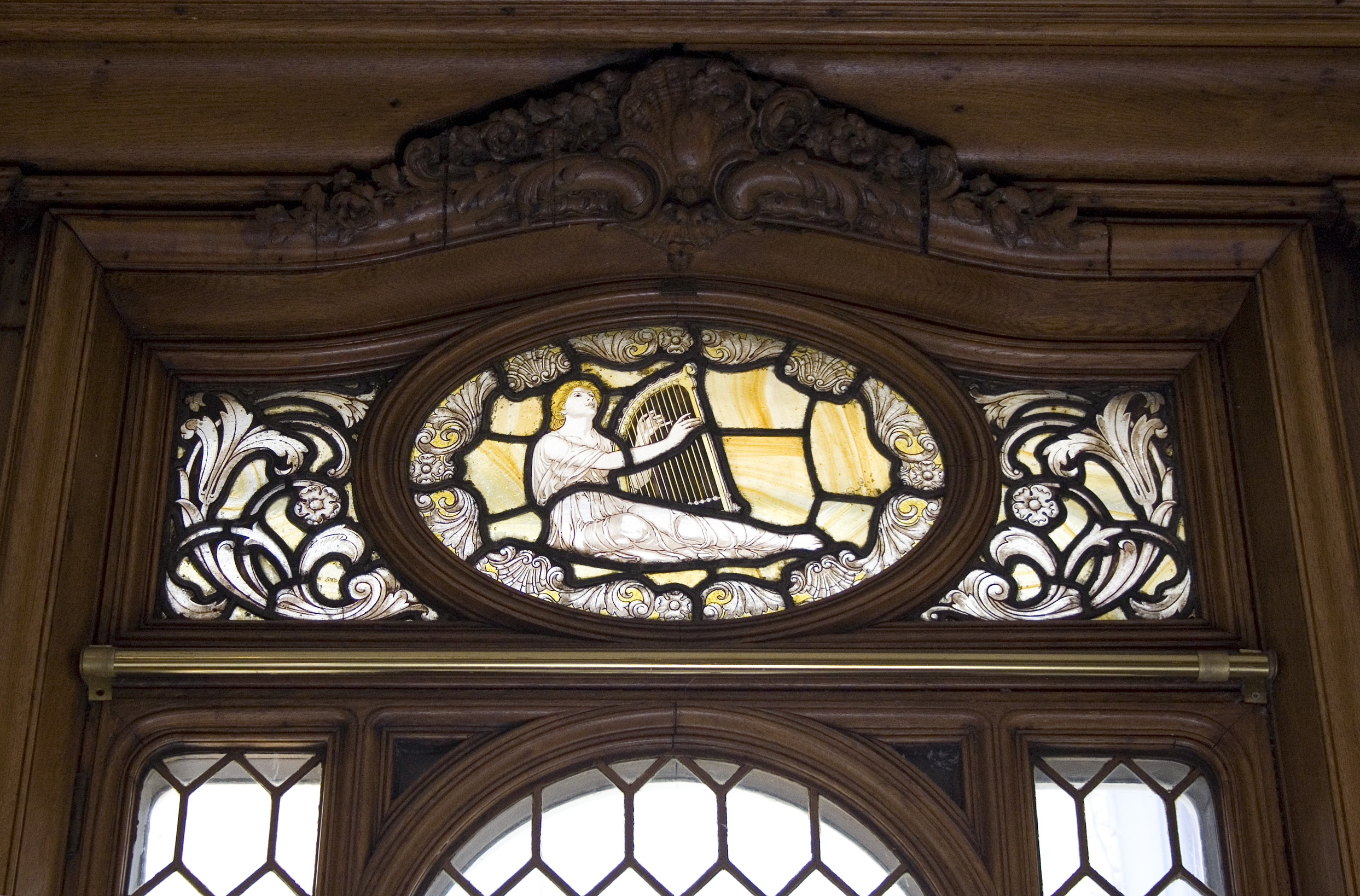
Glasfenster aus der Olympic im White Swan Hotel

## Ausstattung
Im Laufe der 24-jährigen Karriere der Olympic änderte sich ihre Ausstattung stetig. Gründe dafür waren reguläre Abnutzung der Ausstattung, Modernisierung und die Titanic-Katastrophe.
Im Grunde lassen sich diese Änderungen in folgende zeitliche Abschnitte einsortieren: 1911–1912, 1912–1913, 1914–1918, 1920er Jahre und 1930er Jahre.

### Erste Klasse
Die Erste Klasse der Olympic nahm einen Großteil des Schiffes ein. Dessen Räumlichkeiten erstreckten sich vom Bootsdeck bis hinunter zum G-Deck.

#### Treppenhäuser

##### Vorderes Treppenhaus

###### 1911
Das große Treppenhaus der Olympic führte die Passagiere genauso wie bei ihren Schwesterschiffen Titanic und Britannic vom Bootsdeck bis hinunter zum F-Deck, wo sich die Türkischen Bäder befanden. Es lag direkt vor dem Schornsteinschacht des 2. Schornsteins. Es war ganz im Stil Ludwigs XV. gestaltet und in Eichenholz gehalten. Um die Gemälde herum, die sich auf den Treppenabsätzen befanden, waren kunstvoll verzierte Schnitzereien in Form von Girlanden aus Blumen und Früchten. Auf dem obersten Treppenabsatz befand sich eine große Holzschnitzerei, die sich um eine Uhr herum befindet und den Namen Honor and Glory trägt. Überall im Treppenhaus befanden sich Sessel und Sofas mit blauem Polster sowie Prometheus-Heizungen, die rund um die Uhr das Treppenhaus erwärmten. Auf grüne Kreidetafeln, die sich gegenüber der Treppe in der Wand eingelassen befanden, konnten wichtige Informationen an die Passagiere vermittelt werden. Über dem Ganzen thronte eine ovale Glaskuppel aus schwarz lackiertem Stahl und Goldverzierungen. In dessen Mitte ruhte ein riesiger Kronleuchter. Auf dem C-Deck befand sich auf der Steuerbordseite die Rezeption (englisch „Enquiry Office“) und das Büro des Zahlmeisters (englisch Purser's Office), ihm gegenüber befand sich eine Garderobe. Hinter dem Treppenhaus fuhren drei Aufzüge vom E-Deck bis hinauf auf das A-Deck. Der schwarz-weiß geflieste Linoleumboden rundete das Gesamtbild ab. Die eher kleine Treppe vom E-Deck hinunter zum F-Deck teilte das Design des restlichen Treppenhauses nicht und wirkte eher wie ein Mitarbeiter-Bereich. Jedoch führte die Treppe hinunter zu den Türkischen Bädern sowie zum Schwimmbad.

###### 1920er Jahre
Aufgrund der ungefähr 10 Dienstjahre als Passagierschiff und Truppentransporter wurden die typischen schwarz-weißen Fliesen entfernt und durch einen türkisen Linoleumboden ersetzt, auf welchem sich Girlanden herumwinden. Dieser besagte Boden war eigentlich für das Treppenhaus des Schwesterschiffes Britannic geplant, da diese jedoch während des Weltkrieges versank und der Boden zurückblieb, wurde er stattdessen auf der Olympic verbaut.

###### 1930er Jahre
Als in den 30ern die Farbe Grün populär wurde, entschied man sich, das Treppenhaus zu modernisieren, indem man das ganze Treppenhaus grün und die detaillierten Holzverzierungen golden anstrich. Als auf einer der Auktionen die letzten Überreste des Treppenhauses verkauft wurden, befanden sich letzte Reste der grünen Farbe auf der Holzvertäfelung. 

Vordere Haupttreppe
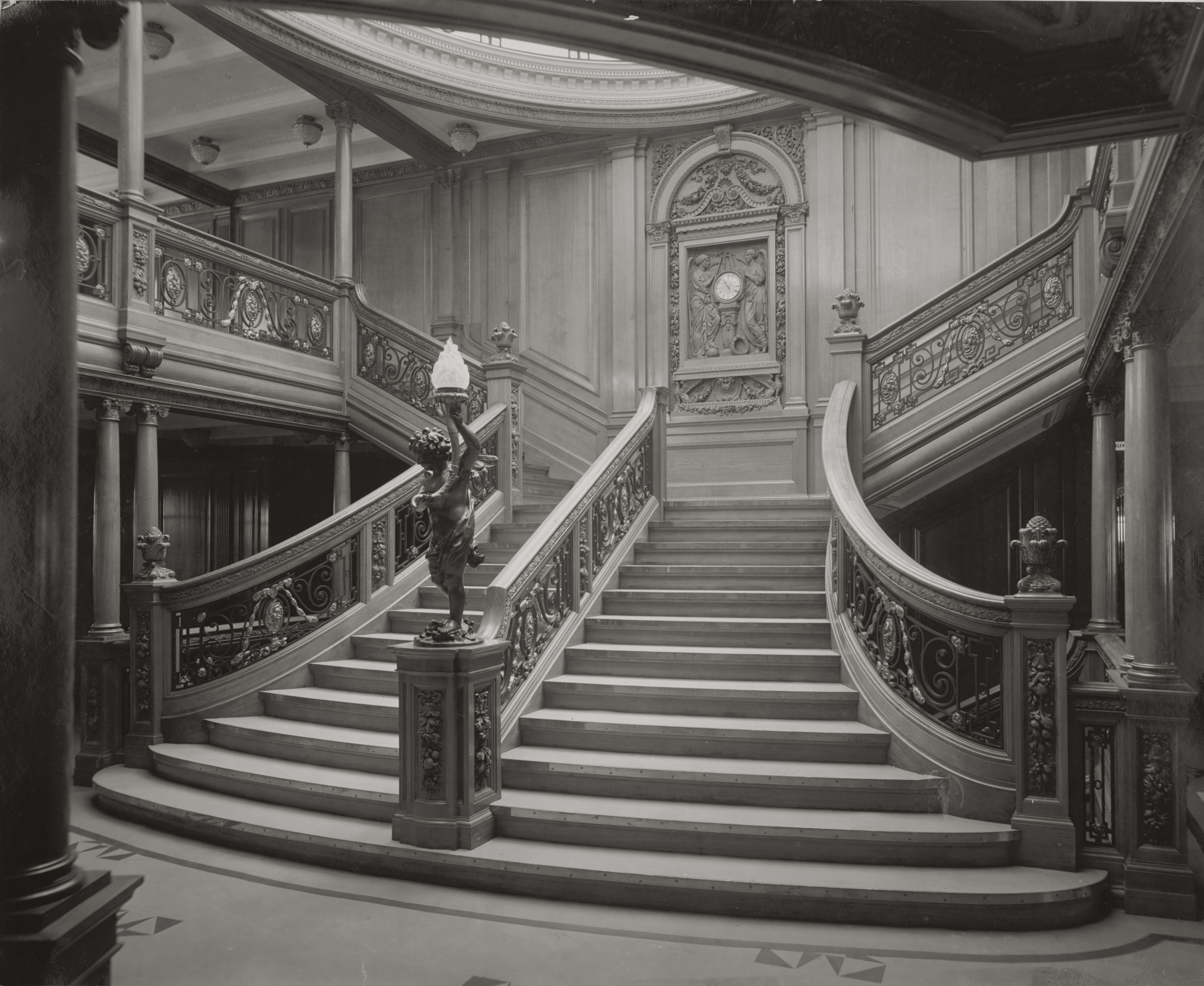
Die vordere Haupttreppe im Jahre 1912 auf Höhe des A-Decks
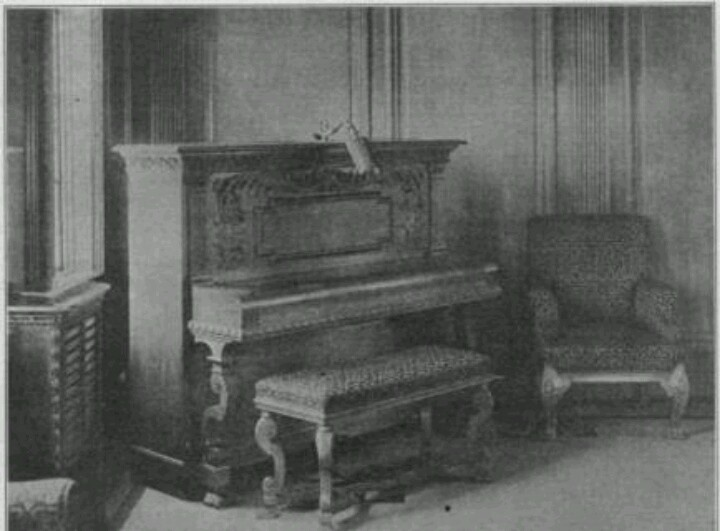
Das Klavier im Treppenhaus der Olympic auf dem Bootsdeck

##### Hinteres Treppenhaus

###### 1911
Aufgrund ihrer Größe benötigte die Olympic ein weiteres zentrales Treppenhaus, welches zwischen dem dritten und vierten Schornstein direkt hinter dem Maschinenschacht lag und das A-Deck mit dem C-Deck verband. Es war deutlich kleiner als das vordere Treppenhaus, hatte eine runde statt ovale Glaskuppel und eine eher schlichte Uhr. Während auf dem B-Deck mehrere schmale Gänge zur Promenade und zum Restaurant führten, gab es auf dem A-Deck sehr viel Platz. Diesen nutzte man auf der Titanic für Kabinen, und als diese unterging, rüstete man diese auf der Olympic nach und erweiterte diese sogar. Von dem Treppenhaus aus hatten die Passagiere Zugang zum zuvor erwähntem Restaurant, zum Rauchsalon und der Lounge der Ersten Klasse, zum Friseur sowie zu den Kabinengängen des B- und C-Decks.

###### 1913
Nach dem Untergang der Titanic verkleinerte man den Bereich auf dem A-Deck, um dort dieselben Kabinen hinzuzufügen, welche Thomas Andrews bei dem verunglückten Schwesterschiff kurzfristig noch einbauen ließ. Im Gegensatz zum Vorbild auf der Titanic wurden in die Holztäfelung Fensterattrappen eingebaut, es ist jedoch unbekannt, ob diese beleuchtet sind.

###### 1920er
Nach ihrem Kriegsdienst als Truppentransporter wurden der Olympic in ihrem hinteren Treppenhaus den unbenutzten türkisen Linoleumboden ihrer jüngeren Schwester Britannic eingebaut und die nach dem Untergang der Titanic eingebauten Kabinen wurden auf der Steuerbordseite durch weitere Kabinen ergänzt.

###### 1930er
Da in den 30ern die Farbe Grün in den Trend kam, wurde das gesamte Treppenhaus grün lackiert, damit es seinem größeren Ebenbild vorne im Schiff entsprach.

Hintere Haupttreppe
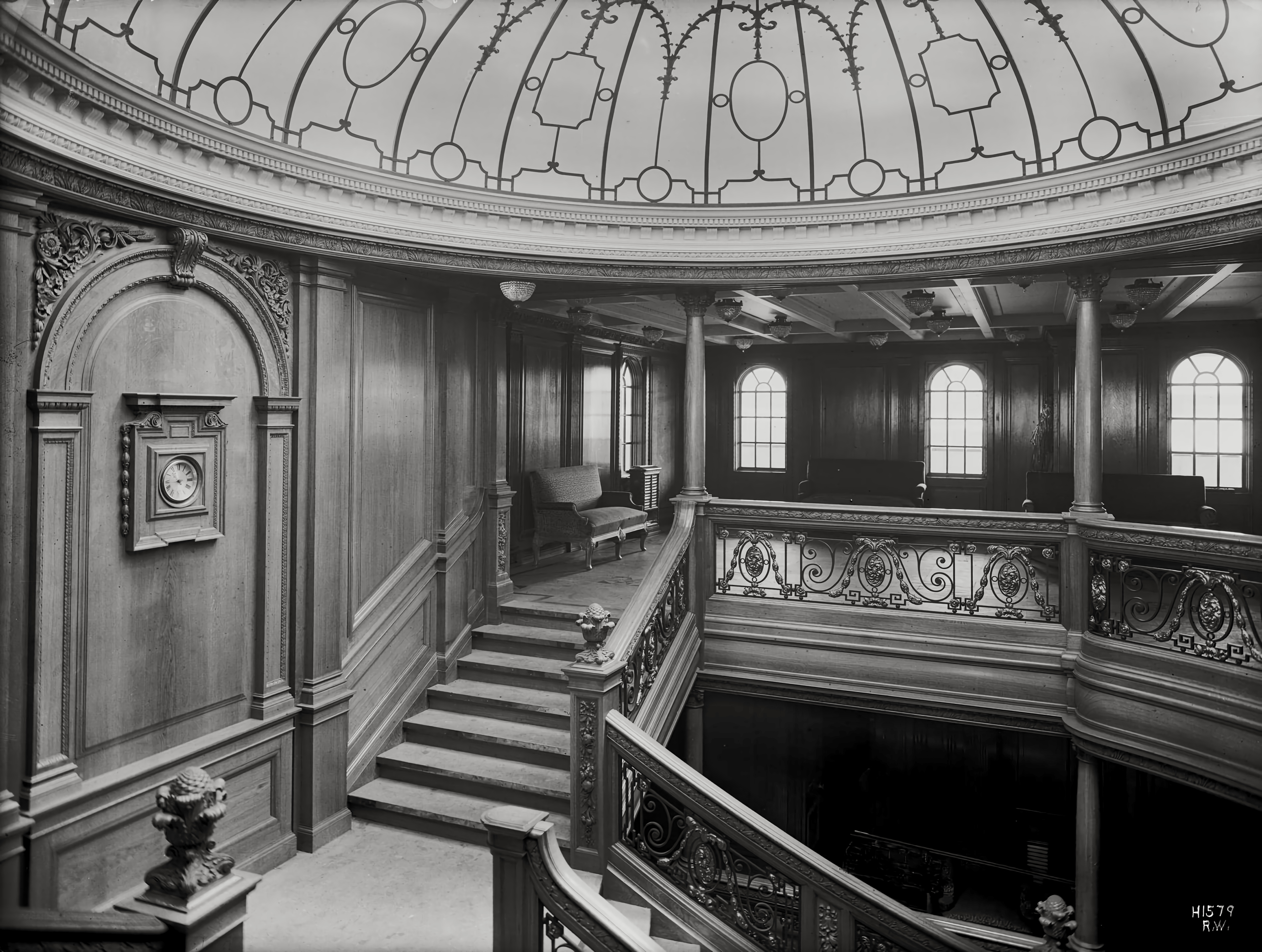
Die hintere Haupttreppe im Jahre 1912 auf der Höhe des A-Decks
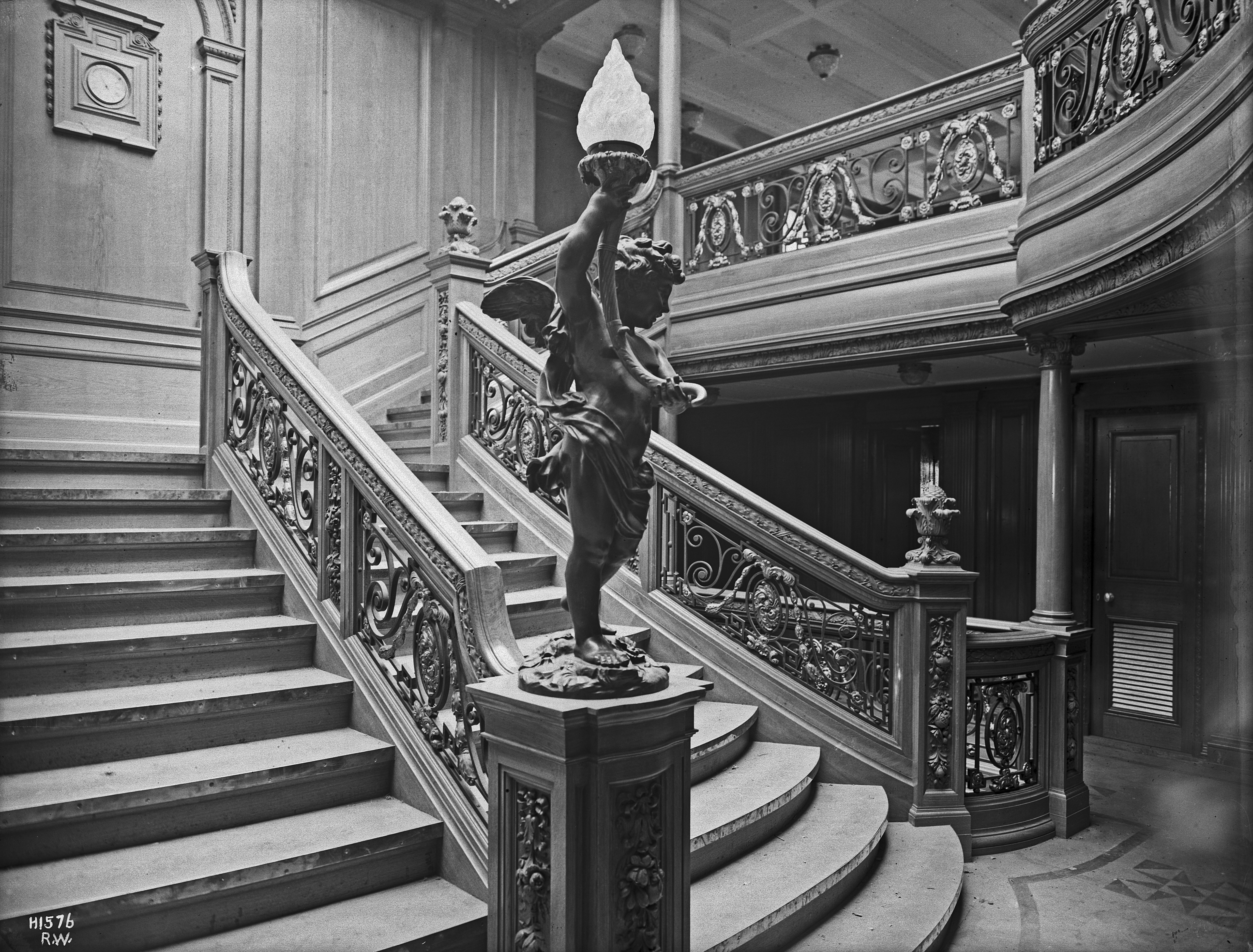
Auf Höhe des B-Decks
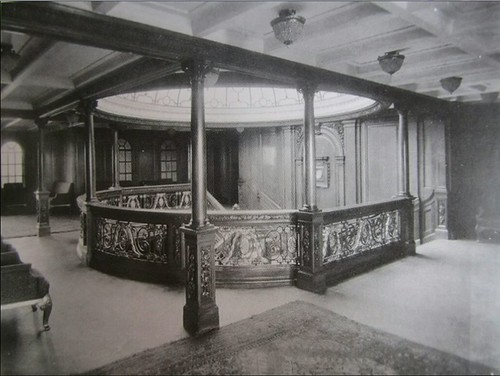
Das hintere Treppenhaus nach 1913
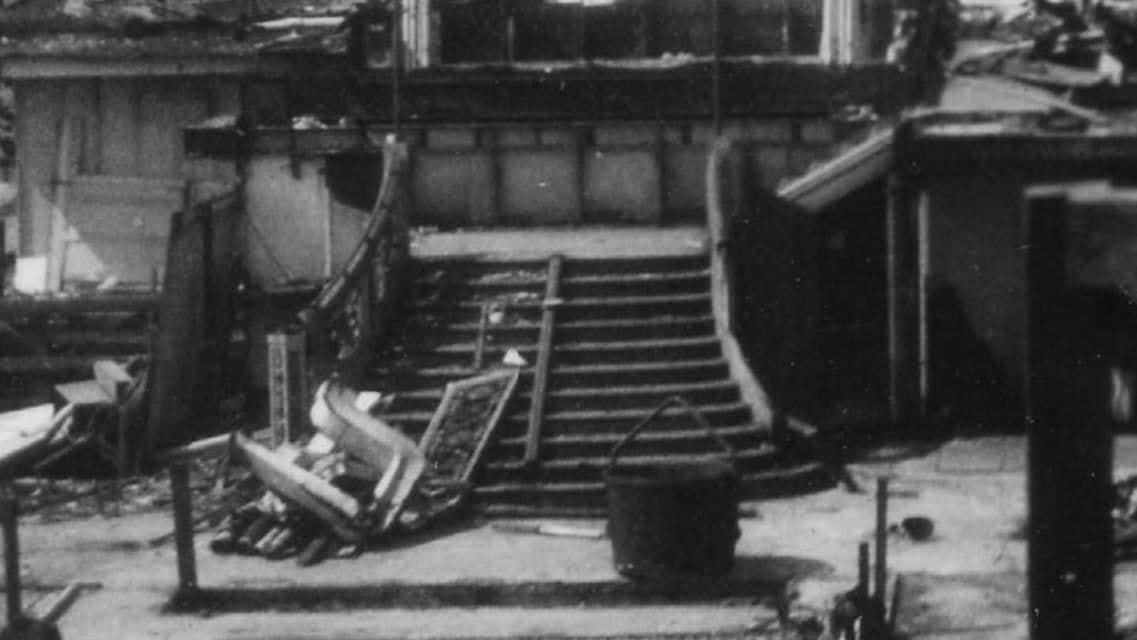
Die hintere Haupttreppe während des Abrisses der Olympic in Jarrow

#### Bootsdeck

##### Gymnastikraum

###### 1911
Der Gymnastikraum (englisch Gymnasium) der Olympic befand sich Steuerbord neben dem zweiten Schornstein und war ein langgezogener, holzverkleideter Raum, dessen Zweck es war, sich darin sportlich zu betätigen. Er entspricht in etwa einem modernen Fitnesscenter. Darin befanden sich heute typische Sportgeräte, beispielsweise eine Rudermaschine, eine Kraftstation und ein Boxsack, aber auch eher ungewöhnliche Apparate wie das „Elektrische Kamel“, welches gut für die Leber sein soll, und das „Elektrische Pferd“. An einem Vorgänger des Indoorbikes konnten die Passagiere ein Wettrennen gegeneinander fahren, ohne sich zu bewegen. Die weißen Wände waren unterbrochen durch die hölzerne Lambris, durch Milchglas-Fenster und den zahlreichen Glühbirnen wurde der Raum Tag und Nacht hell erleuchtet. Wem die Fenster immer noch zu offen waren, konnte ein hölzernes Gitter davorhängen, welches wie ein Rollladen Blicke abschirmte. Auf einer Informationswand hing ein Plan der Routen der White Star Line sowie ein Querschnitt der Olympic und Titanic.

Gymnastikraum
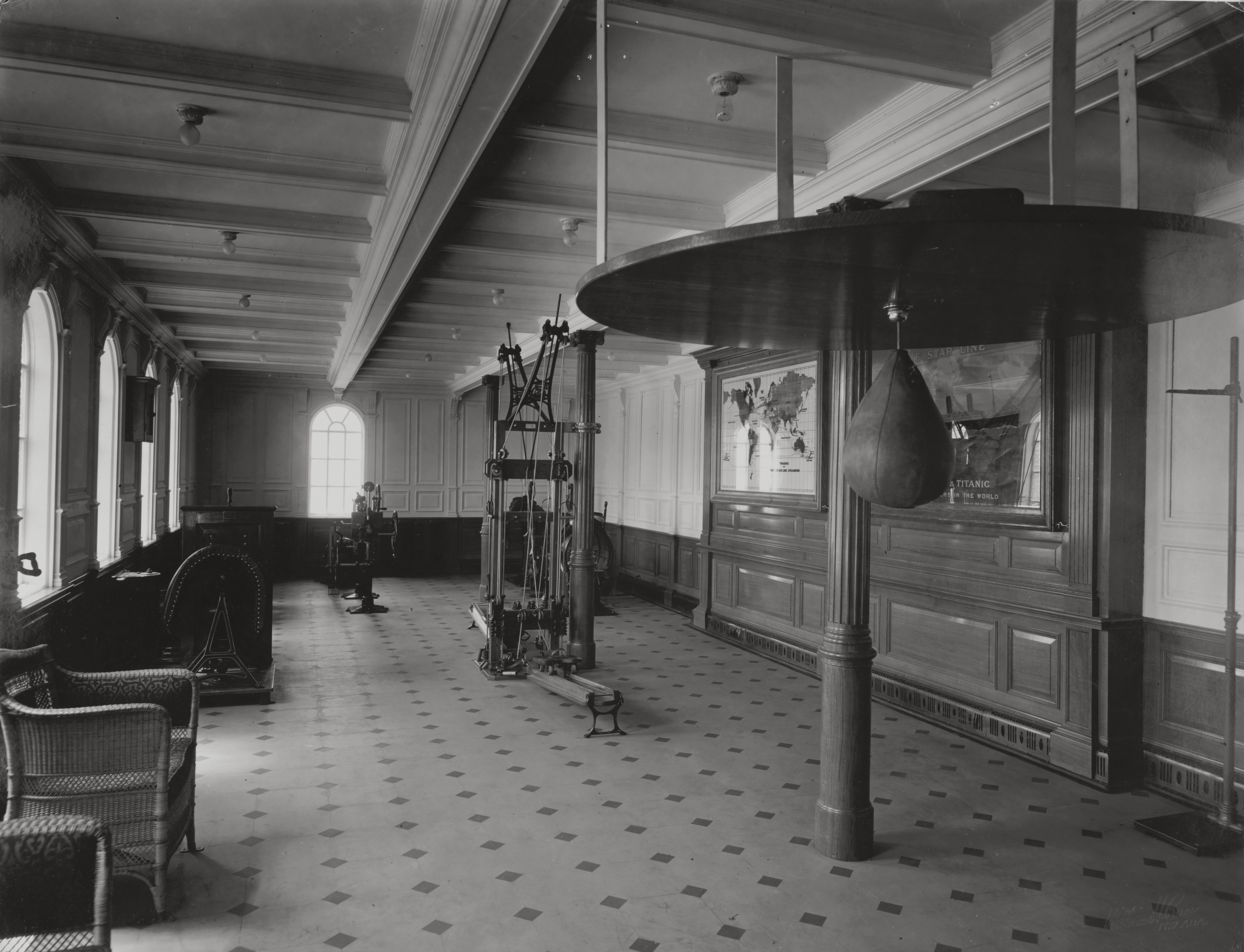
Der Gymnastikraum mit Blick in Richtung Heck

##### Bootsdeck

###### 1911
Einen Großteil des namensgebenden Sonnendeck, auf welchem sich die Rettungsboote befanden, nahm die Erste Klasse ein. Um den Passagieren einen guten Blick aufs Meer zu ermöglichen, wurden, entgegen den Bedenken des leitenden Konstrukteurs Alexander Carlisle, mehrere Boote um das erhöhte Dach der Lounge der Ersten Klasse weggelassen. Dies führte zur Kündigung von Carlisle, woraufhin Thomas Andrews die Verantwortung über die Olympic und Titanic bekam. Die Passagiere konnten auf dem Deck flanieren, in einem der Liegestühle ein Buch lesen oder sich sonnen. Dafür war lediglich eine kleine Gebühr am Empfangsschalter auf dem C-Deck nötig, um sich für die Länge einer Überfahrt einen der Liegestühle zu sichern.

#### A-Deck

##### Vorderer Kabinentrakt

###### 1911
Der vordere Kabinentrakt war, wie jeder Kabinentrakt für Standardkabinen, eine Aneinanderreihung aus Korridoren mit weißen Wänden und schwarz-weißen Linoleumfliesen. Am Ende einer Sackgasse standen Kommoden aus Mahagoni, darüber Fenster, wovon aus man auf das Promenadendeck blicken konnte. Neben insgesamt 34 Standardkabinen für insgesamt 42 Passagiere befanden sich dort zwei öffentliche Toiletten für jeweils Damen und Herren sowie insgesamt fünf Badezimmer. Auch über eine kleine Küche und ein Lager für Geschirr (englisch und französisch „Service“) verfügte der Kabinentrakt, um die Passagiere mit Tee, Zwischenmahlzeiten oder sonstigen Dingen zu versorgen. Die zuständige Stewardess hat ihr Quartier nicht weit in der Nähe des Treppenhauses, um immer auf Abruf bereit zu sein.
Die Kabinen des A-Decks waren einfache Standardkabinen mit weißen Wänden und grünem Teppichboden im Bibby-Stil. Sie verfügten über ein Bett aus Messing, ein Schminktisch, ein Waschschrank und einen Kleiderschrank aus Mahagoni sowie ein Sofa mit cyanfarbenem Polster, auf dem sich Blumen rankten. Während die Außenkabinen über Fenster mit rosa Gardinen verfügten, erhielten die Innenkabinen Tageslicht durch Dachfenster, welche durch Bullaugen mit dem Bootsdecks verbunden waren. Jede Kabine war zudem mit einer kleinen Heizung sowie einer kleinen Leselampe mit cyanfarbenen Schirm ausgestattet.
Die einzigen beiden Ausnahmen dabei spielten die Kabinen A3 und A4, welche einen blauen Teppichboden, ein Doppelbett aus Messing sowie ein Stockbett aus Holz und ein Sofa besaß. Aufgrund ihrer Lage verfügten die beiden Kabinen Fenster an zwei der vier Wände, wodurch man auf das offene Meer sowie zum Bug in Fahrtrichtung blicken konnte.

##### Lese- und Schreibsaal

###### 1911
Der Lese- und Schreibsaal war ein weiß gehaltener Raum, der sich um den Schacht des zweiten Schornsteins wickelte. Er diente als Salon für die Damen, um dort ein Buch zu lesen, einen Brief zu schreiben und sich mit Gleichgesinnten zu unterhalten, jedoch wurde er nicht häufig genutzt, da sich die Gesellschaft zu der Zeit veränderte und sich Damen „nicht mehr zurückzogen“. Diese nutzen stattdessen die Lounge nebenan, wo sie sich mit ihren Männern aufhielten. Da der Lese- und Schreibsaal unter dem vorderen erhöhten Dach lag, wurde er durch das Sonnenlicht des Bootsdecks hell erleuchtet. Die weißen Holztäfelungen im gregorianischen Stil standen im Kontrast zu den dunklen Holztischen und farbenfrohen Sesseln. Der rosa Teppich und die offenen Fenster hinaus zum Promenadendeck rundeten das Design ab. Da der Raum selten benutzt wurde, war er zudem sehr ruhig und war ein optimaler Rückzugsort für jene, die die Menschenmengen meiden wollten.

Lese- und Schreibsaal
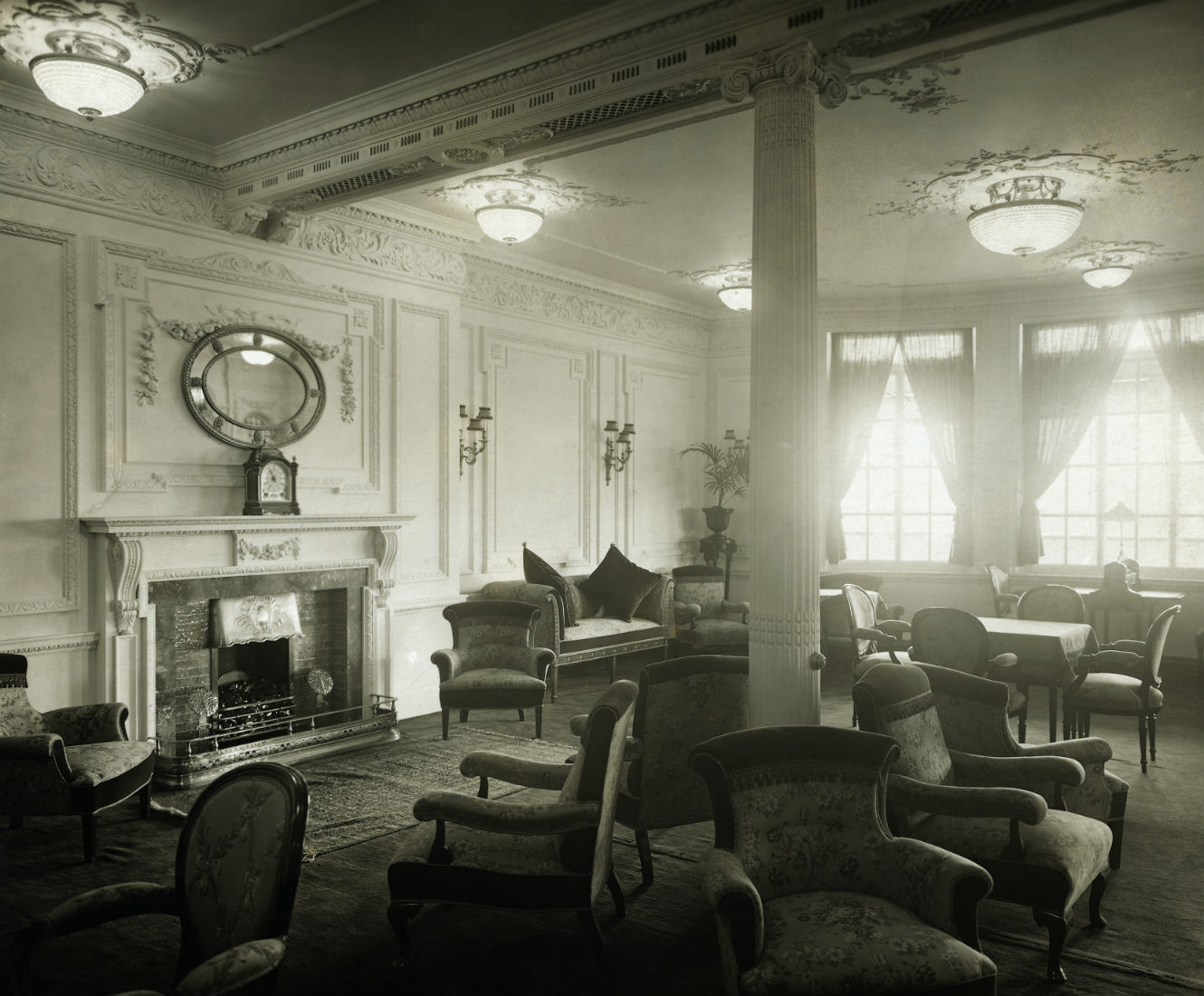
Der Lese- und Schreibsaal im Jahre 1911
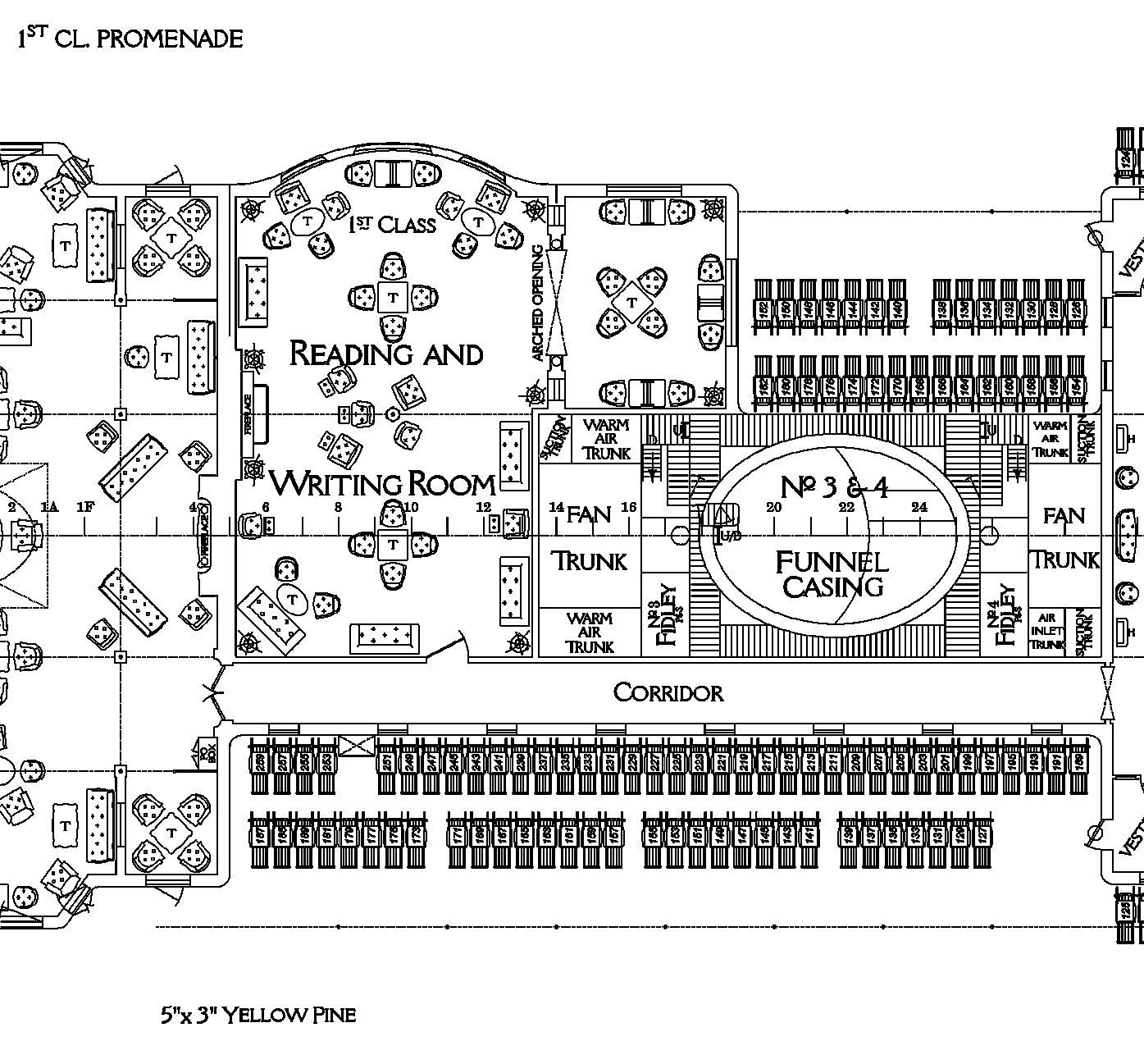
Der Deckplan im Jahr 1911
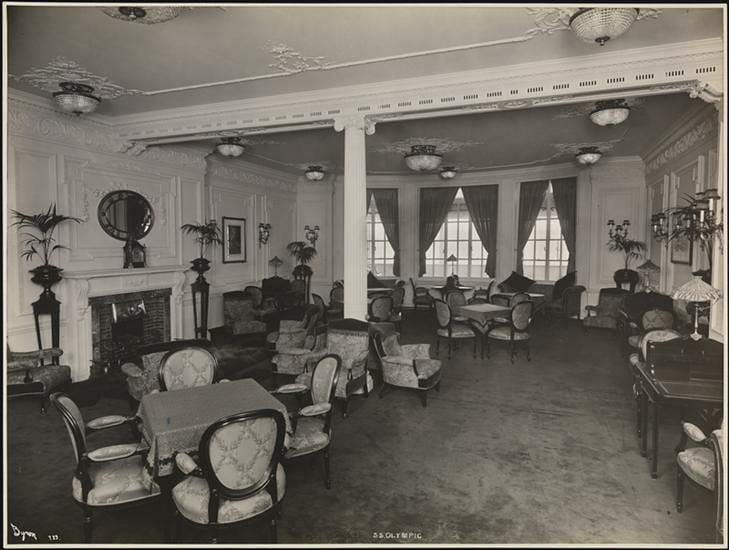
Der verkleinerte Lese- und Schreibsaal während den 1920ern und aufwärts
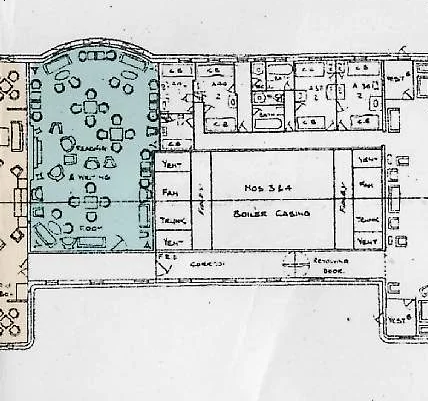
Der Deckplan nach dem Umbau in den 1920ern

##### Lounge

###### 1911
Die Lounge der Ersten Klasse diente als Gesellschaftsraum und Bibliothek der ersten Klasse und war einer der größten Räume des Schiffs, eingerichtet im Stil Ludwigs XV. Die Holzverzierungen des Raumes in U-Form setzten einen starken Fokus auf die Musik und auf die Musen, Wesen der Künste und Musik aus der griechischen Mythologie. Die hohen Fenster, welche dank des erhöhten Dachs bis zum Bootsdeck gingen, ließen tagsüber Licht in den Raum, jedoch nicht viel, was den Raum eher dunkel und gemütlich machte. Die grün gehaltenen Sitzmöbel wiesen Pflanzenranken auf, welche sich über die Polster schlängeln. Ein großes Bücherregal stand zentral direkt auf der Vorderseite des Schachtes des dritten Schornsteins, flankiert von einer Uhr und einem Barometer. Gegenüber davon stand ein riesiger Kamin aus Marmor, welcher in einer Einbuchtung stand, um die Wärme des künstlichen Feuers in die Mitte des Raumes leitete. Auf dem Kaminsims stand eine bronzene Statue von Artemis, der griechischen Göttin der Jagd, welche ein Hirsch am Geweih festhält. Wer in Ruhe sein Buch lesen, den neuesten Tratsch austauschen oder ein Brettspiel spielen wollte, konnte sich in eine der Nischen zurückziehen, welche etwas Privatsphäre boten. Dank der angeschlossenen Küche konnten die Passagiere mit Tee, Gebäck und auch Wein versorgt werden. Sollte es einen Sonderwunsch geben, konnten die Stewards über den Speiseaufzug oder über ein kleines Treppenhaus Speisen und Getränke aus der Hauptküche auf dem D-Deck beschaffen. Die Lounge diente zudem als Evakuierungspunkt der Passagiere der Ersten Klasse, sollte die Olympic in eine Notsituation wie ihre Schwestern geraten.

Lounge
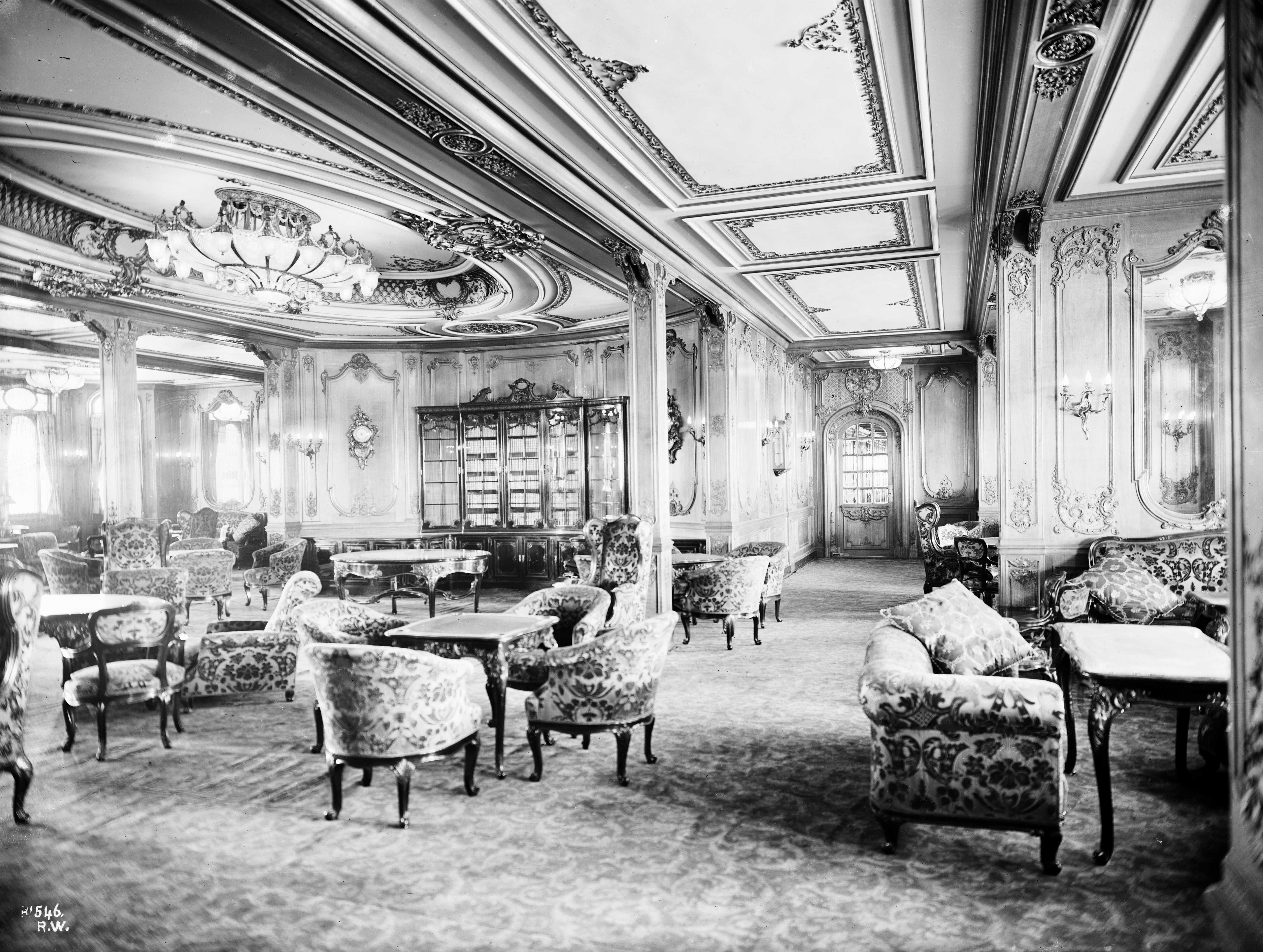
Die Lounge mit Blick nach Heck
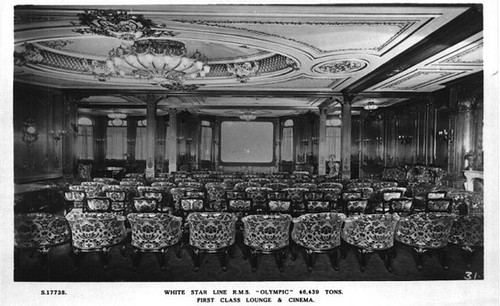
Die Lounge in den 1920ern, welche auch als Kino fungierte
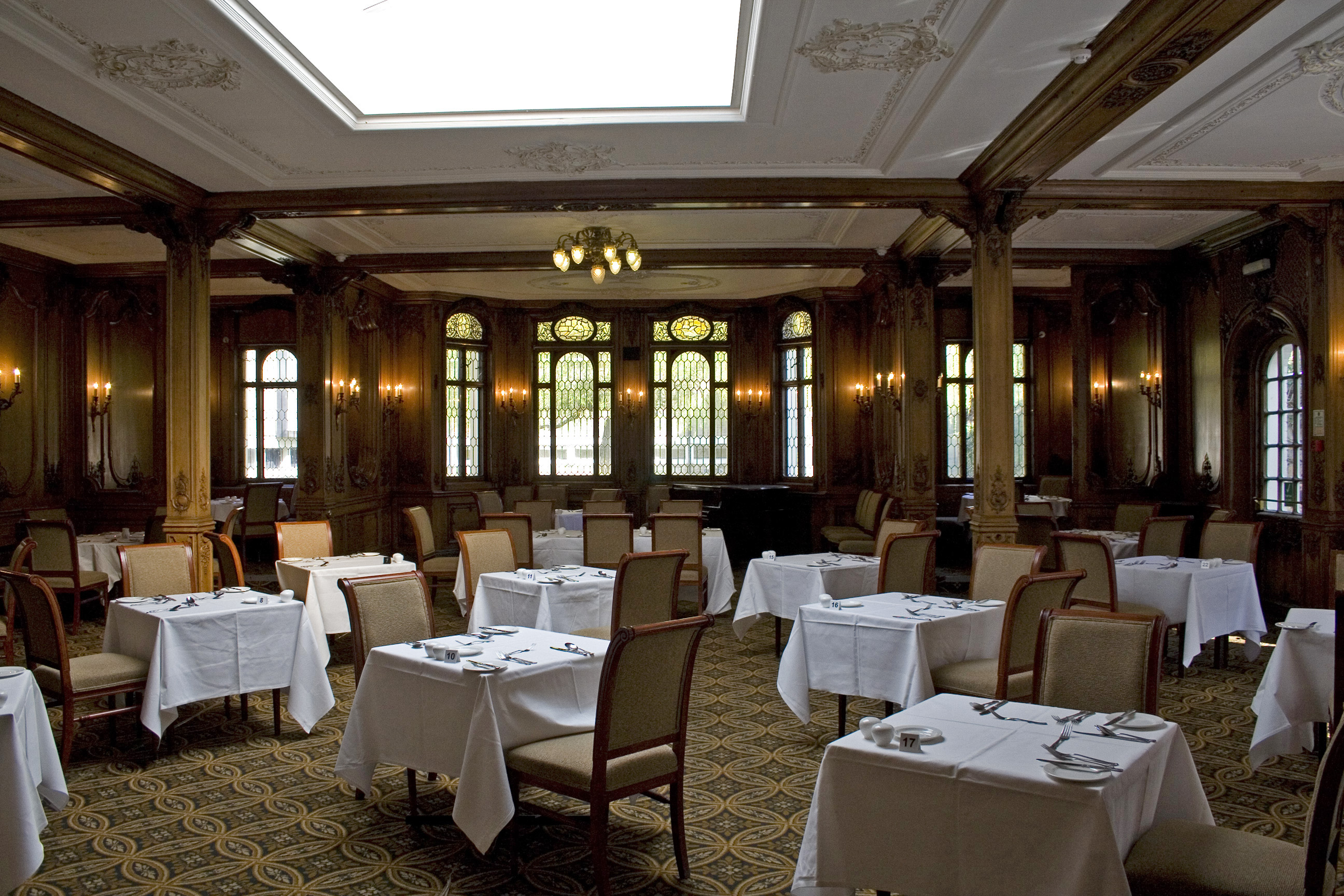
Die letzten Überreste der Holztäfelung der Lounge im White Swan Hotel

##### Rauchsalon

###### 1911
Dieser U-förmige Raum in der hinteren Hälfte des Schiffes war für die Männer, um sich über Politik, Wirtschaft oder Wissenschaft zu unterhalten, während man Zigarren raucht. Ein besonderer Blickfang waren die zahlreichen Buntglasfenster, welche Szenen aus der Schifffahrt und der Natur abbildeten, und die mit Perlmutt besetzte Täfelung aus Mahagoni. Im zentral gelegenen Kamin brannte ein echtes Feuer und in den karmesinroten Sitzgelegenheiten konnten die Herrschaften dieses genießen. Die sich dahinter befindliche Küche diente zur Versorgung der Gäste des Rauchsalons mit alkoholischen Getränken. Auf der Backbordseite führte eine Drehtür in eines der Palmengärten des Schiffs, links daneben befand sich eine Durchreiche zu besagter Küche. Rechts von der Drehtür befand sich eine Kommode, auf der zahlreiche Zigarren- und Tabaksorten zum Verkauf angeboten wurden. Wollten die Herrschaften auf Toilette, konnten sie dies in der Herrentoilette unterhalb des vierten Schornsteins tun, welche sich seitlich der Zugänge zum hinteren Treppenhaus und von beiden Seiten aus begehbar war. Die Buntglasfenster, welche sich um den Schornsteinschacht befanden, wurden durch Lichtschächte beleuchtet, die hinauf zum Bootsdeck führten. Die dunkle und gemütliche Atmosphäre wurde durch den Bodenbelag gestört, der aus weiß-gelben Linoleumfliesen bestand. Dies wurde ziemlich früh von den Passagieren kritisiert, weswegen der Bodenbelag in der späteren Karriere der Olympic und auch auf der Titanic geändert wurde.

Rauchsalon
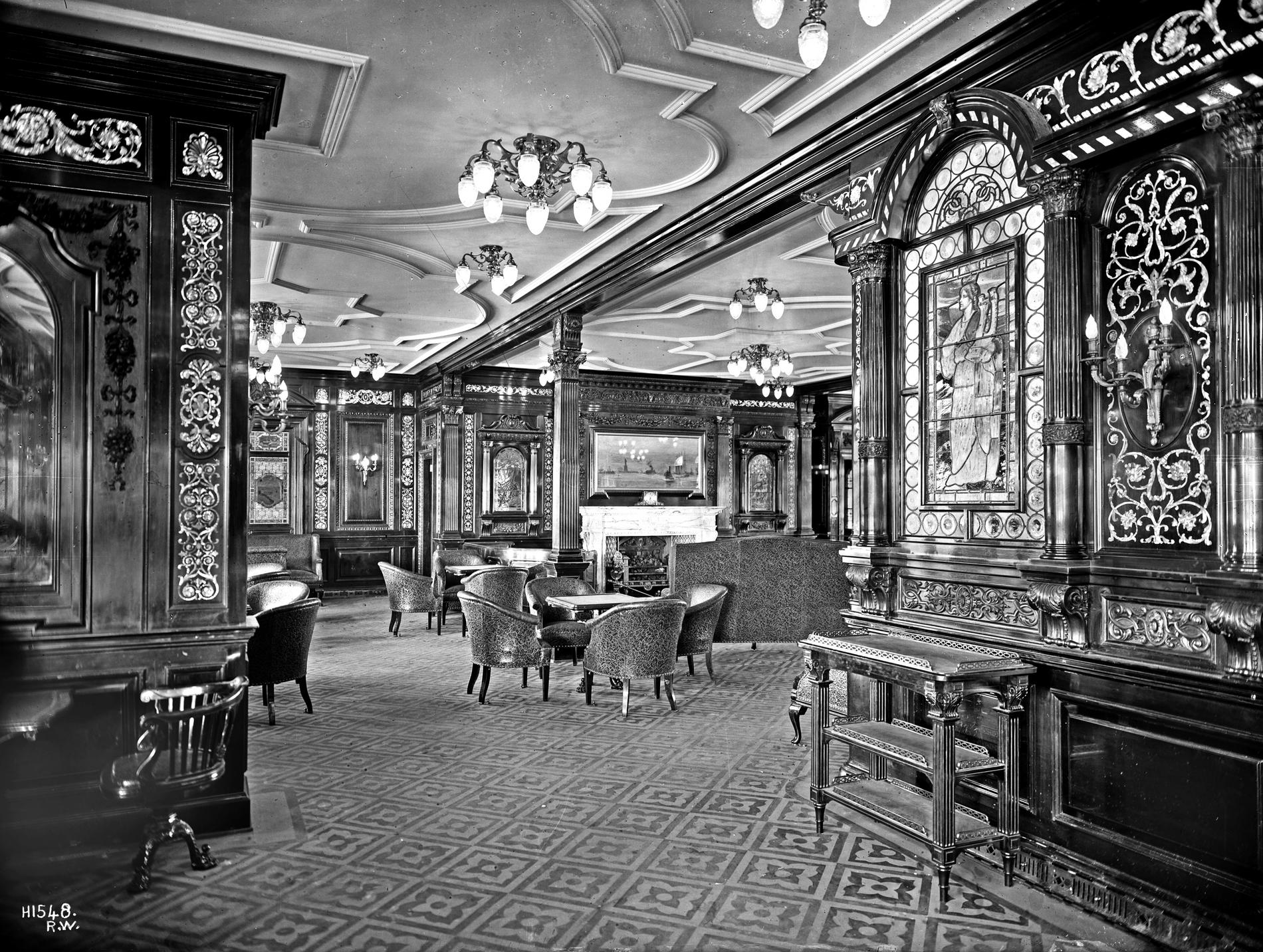
Der Rauchsalon im Jahr 1911
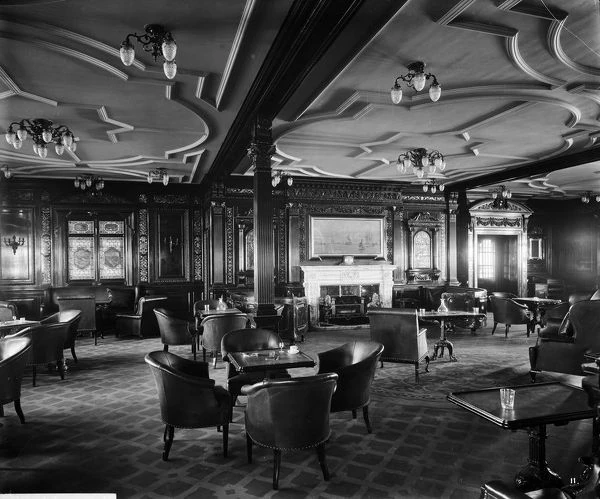
Der Rauchsalon in den 1920er Jahren mit dem Boden der HMHS Britannic

##### Palmengärten

###### 1911
Die Palmengärten waren zwei kleine, quadratische Räume mit weißen Wänden, an denen grün gestrichene Spaliere hingen, woran sich Efeu hochrankte. Große Fenster und die große Doppelschiebetür zum Heck hinaus ließen viel Licht in den Raum und ließen ihn erstrahlen. Auf den schwarz-beigen Schachbrett-Fliesenboden standen zahlreiche Korbtische und Stühle mit Blumenmuster, eine Reihe von Kentia-Palmen standen in den Räumen verteilt in bronzenen Töpfen an den Wänden. Neben einem kleinen Nachmittagstee konnten sich hier Passagiere unterhalten sowie Sandwiches und Gebäck essen. Zwischen den beiden Räumlichkeiten befand sich eine Küche, die ebenfalls für die Verpflegung des Rauchsalons verantwortlich war, und das Treppenhaus der Zweiten Klasse, welches sich durch das Schiff nach unten bohrte. Durch die große Drehtür im Rauchsalon konnte man in den Palmengarten auf der Backbordseite gelangen, der auf der Steuerbordseite war nur über das Promenadendeck erreichbar, wodurch ihn seine abgeschiedene Lage zu einem Aufenthaltsort für Kinder machte. Diese beschrieben den Raum als „Märchenschloss“, zurückzuführen auf seine Gestaltung. Zudem galt in dem Palmengarten auf der Steuerbordseite im Gegensatz zu seinem Gegenstück ein striktes Rauchverbot, was den Raum für die Erwachsenen unbeliebt, doch für die Kinder umso beliebter machte.

Palmengärten
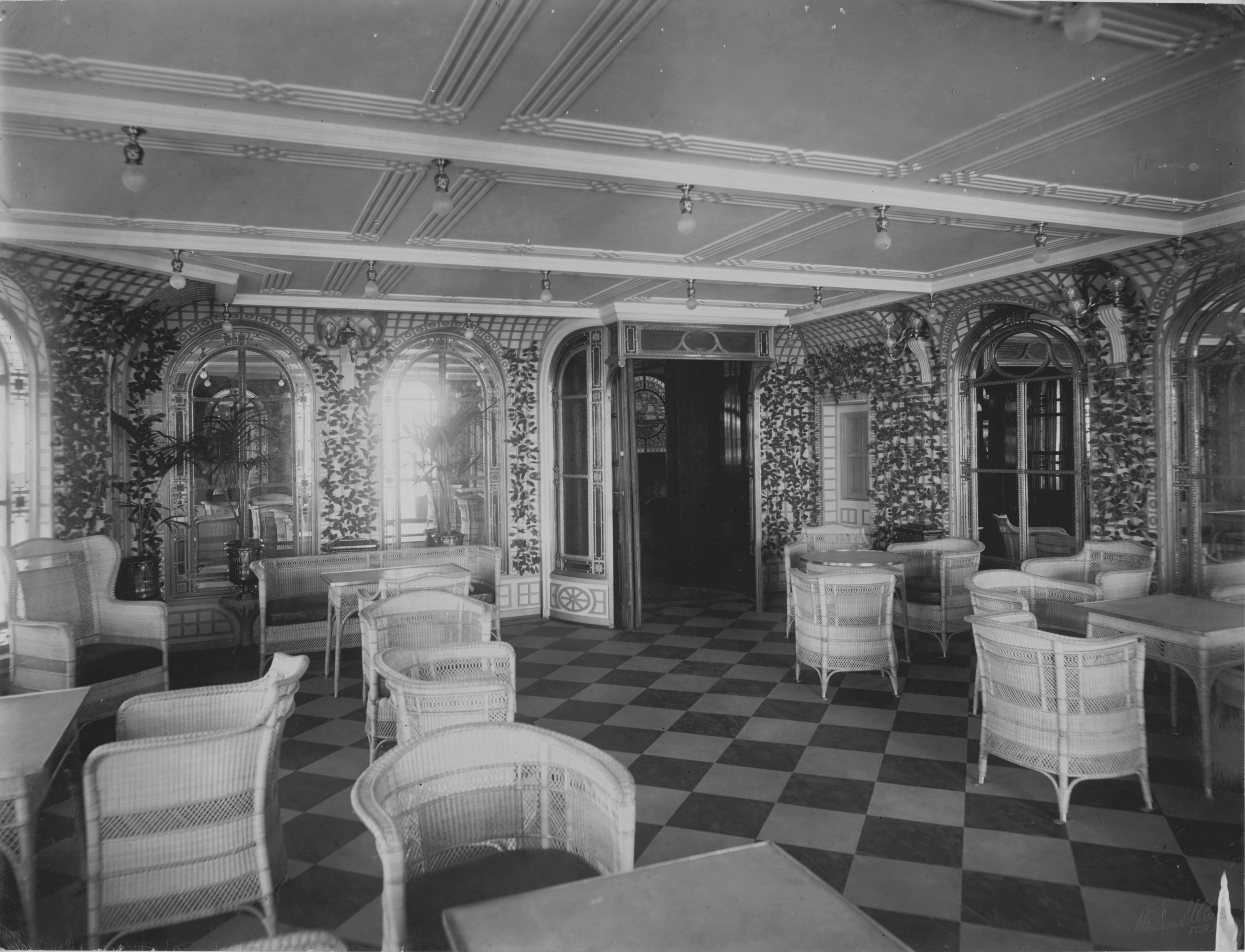
Der Palmengarten auf der Backbordseite

##### Promenadendeck

###### 1911
Das A-Deck-Promenadendeck war das einzige Promenadendeck auf allen drei Schiffen, auf denen man einmal komplett um das Schiff herum gehen konnte. Grund dafür war, dass es ausschließlich der Ersten Klasse gehörte. Sie galt als die „geöffnete Promenade“, da sie keinen Schutz vor Wind und Wetter bot. Wenn Passagiere eine windstille Promenade bevorzugten, riet man ihnen, auf die B-Deck-Promenade zu gehen, die „geschlossene Promenade“. Man konnte auf ihr einen der zahlreichen Deckstühle buchen, welche mit kleinen Nummernschildern markiert waren, sich darauf mit einer Decke zudecken und ein Buch lesen, während man eine Tasse Tee trinkt. Auch konnte man das Deck entlang flanieren und die Aussicht genießen. Die A-Deck-Promenade gilt als eines der Hauptmerkmale zur Unterscheidung der Olympic und Titanic, da bei der Letzteren die geschlossene Promenade des B-Decks mit der geöffneten auf dem A-Deck zusammengelegt wurden und dadurch halb geschlossen, halb geöffnet war. Dies erfolgte ziemlich spät in der Bauphase der Titanic, was die Unterstützer der Titanic-Switch-Theorie als weiteres Argument für den Tausch beider Schiffe nutzen.
Wäre es auf der Olympic zu einem Notfall gekommen, sah das Sicherheitskonzept vor, die Rettungsboote auf die Höhe der A-Deck-Promenade herunterzulassen, damit von dort die Passagiere aus der Lounge in die Boote gebracht werden können. Auf der Titanic sah das Sicherheitskonzept dies ebenso vor, woran sich auch einige Offiziere während des Untergangs hielten, da aber die A-Deck-Promenade der Titanic teilweise verglast war und die Kurbeln, um die Fenster herunterzukurbeln, zeitweise unauffindbar waren, brachte dies einige Probleme mit.

Promenadendeck
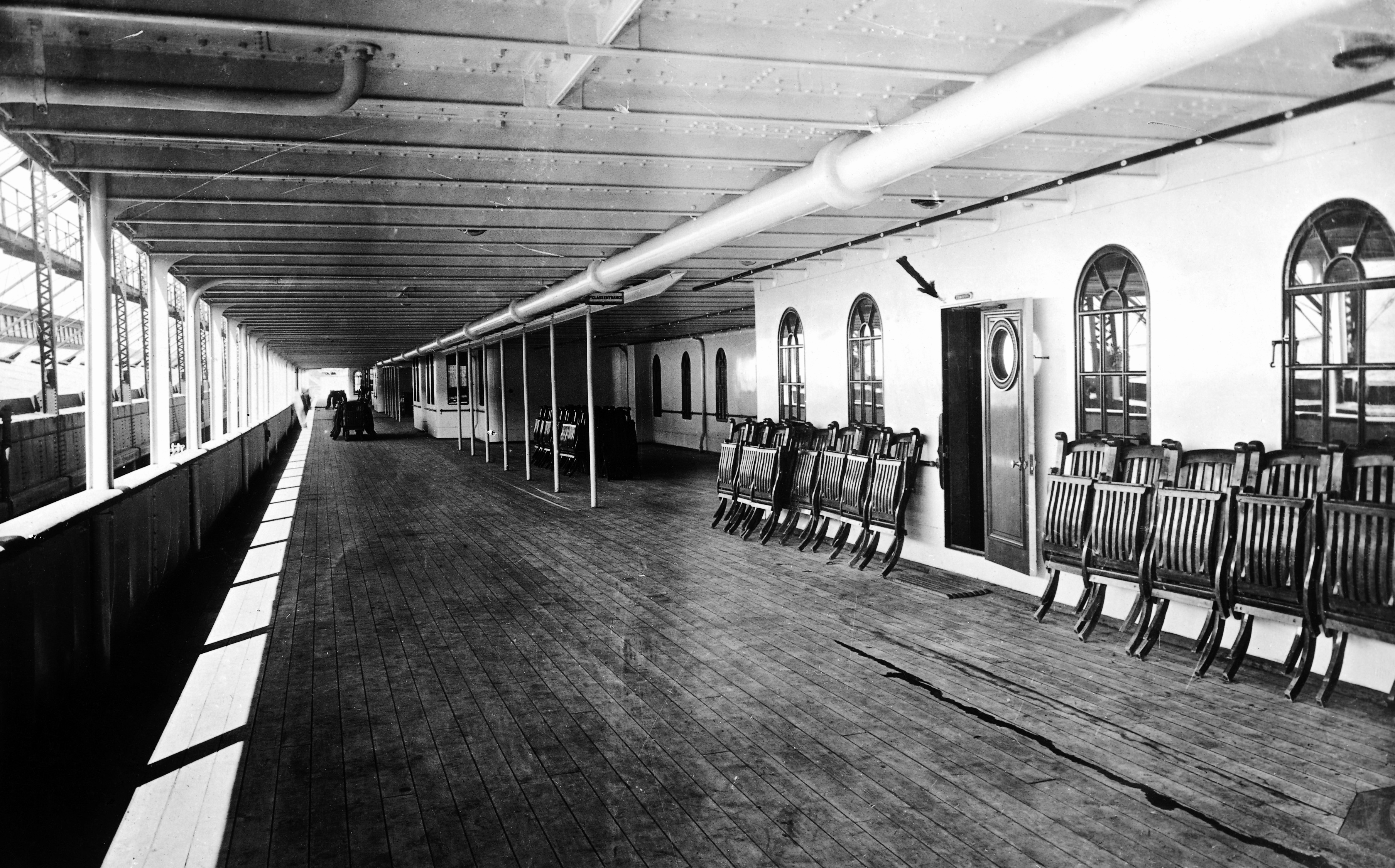
Die geöffnete Promenade

#### B-Deck

##### Vorderer Kabinentrakt

###### 1911
Der aus insgesamt 37 Standardkabinen bestehende Kabinentrakt konnte 45 Passagiere beherbergen und bestand fast ausschließlich aus Außenkabinen mit Blick auf die Promenade. Lediglich eine der Kabinen war eine Innenkabine, welche nur für eine Person ausgelegt war. Die Kabinen waren im Bibby-Stil gehalten, einem bestimmten Stil der Standardkabinen. Er kennzeichnete sich durch Betten aus Mahagoni und einem roten Teppich aus. Zwei der Kabinen, B9 und B10, die mit 7,5 Quadratmetern die kleinsten Kabinen auf dem Schiff waren, waren im Shetaron-Stil gehalten, die sich durch gerundete Formen an den Messingbetten, Schminktischen und Waschtisch auszeichneten. Die einzige Innenkabine des Kabinentrakts zeichnete sich dadurch aus, dass ihre Möbel aus Eiche statt aus Mahagoni waren.

Vorderer Kabinentrakt
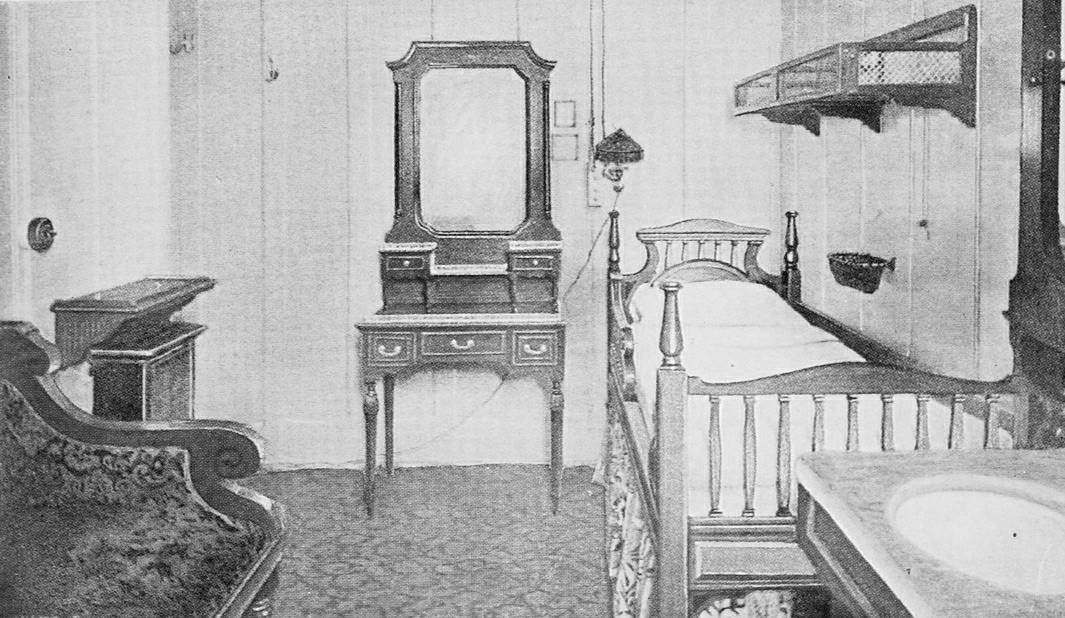
B-21 im Bibby-Stil

##### Zentraler Kabinentrakt

###### 1911
28 Suiten, 2 Wohnzimmer (englisch „Sitting Rooms“), 5 öffentliche Badezimmer, 12 private Badezimmer, 2 öffentliche Toiletten und 4 Standard-Innenkabinen bilden den zentralen Kabinentrakt des B-Decks. Die Suiten waren in zahlreichen Stilen gestaltet, die sich an französischen Schlössern und englischen Herrenhäusern inspirierten.

##### Hinterer Kabinentrakt

###### 1911
Der hintere Kabinentrakt des B-Decks besteht aus 4 Kabinen, die sich seitlich der hinteren Haupttreppe befinden, und zwei weiteren Kabinen, die zwischen dem Treppenhaus und dem Restaurant liegen.

##### Restaurant

###### 1911
Das Restaurant, auch als A-la-Carte-Restaurant bekannt, war ein italienisches Aufpreis-Restaurant und wurde von Luigi Gatti, einem italienischen Geschäftsmann, betrieben. Es war sehr beliebt und wurde häufig besucht, wodurch es bei ihren Schwestern stets erweitert wurde. Hier konnte man eines der sieben Klaviere der Olympic finden, was sich in der Mitte einer zentral gelegenen Vitrine befindet. Es gab von den Gästen die Beschwerde, dass die Passagiere der Zweiten Klasse, die auf ihrer Promenade links und rechts des Restaurants durch die großen Fenster den Gästen beim Essen zuschauten, stören würden. Man entschied sich daher aufgrund der Beschwerde und der allgemeinen Beliebtheit des Restaurants, das Restaurant auf allen drei Schiffen zu vergrößern und die Promenade der Zweiten Klasse zu reduzieren.
Die Sitzmöbel des Restaurants waren mit einem Blumenmuster bestickt, der blassrote Teppichboden ließ den Raum warm wirken. In die Säulen eingelassen befanden sich kleine hölzerne Servicetische, in denen unbenutzte Gläser, Besteck und Gewürze lagerten, um die Gäste ganz nach ihren Wünschen zu bedienen. Da es anscheinend wegen der mangelnden Bewegbarkeit der Servicetische Beschwerden gab, wurden auf der Titanic und in der späteren Karriere der Olympic die festverankerten Servicetische durch bewegbare Servicewägen ausgetauscht.

Restaurant
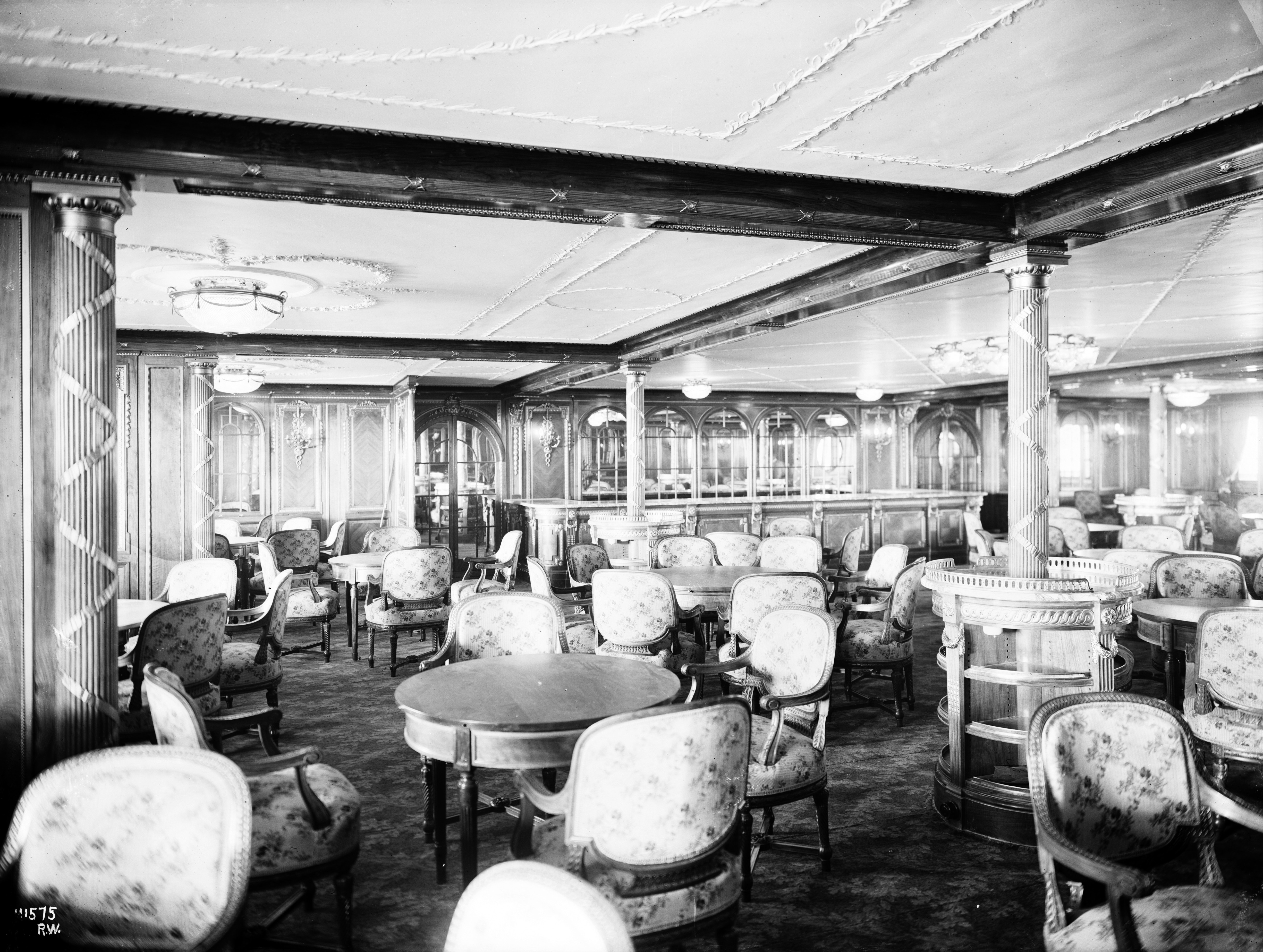
Das Á-la-Carte-Restaurant im Jahre 1911
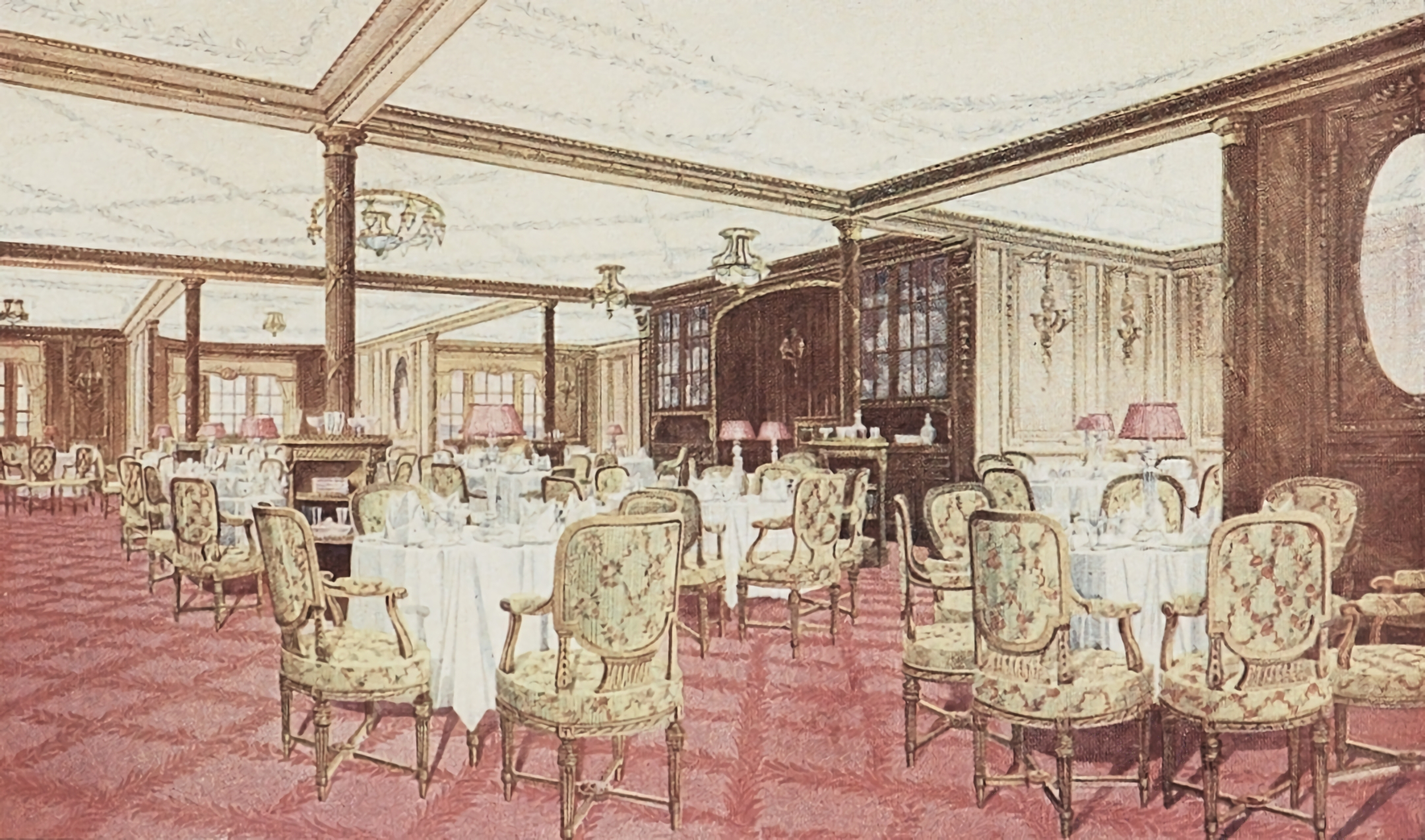
Eine zeitgenössische Illustration
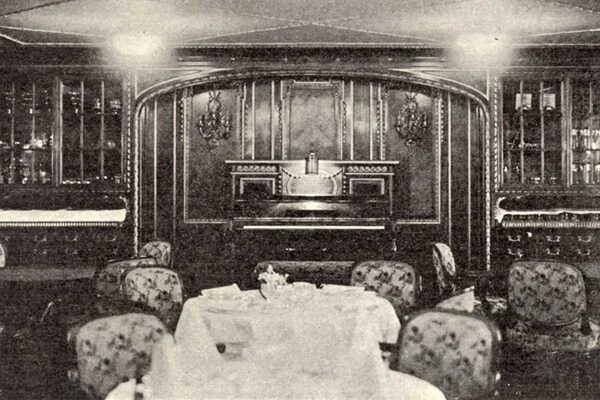
Das Klavier im Restaurant

##### Promenadendeck

###### 1911
Das Promenadendeck des B-Decks auf der Olympic und auf der unfertigen Titanic galt als das geschlossene Promenadendeck, was bedeutete, dass sie durch ein Windschild und verglasten Fenstern vor Wind und Wetter geschützt war. Die Passagiere der Ersten Klasse teilten sie sich mit der Zweiten Klasse. Dessen Promenade ermöglichte es den Reisenden der Zweiten Klasse, in das Restaurant der Ersten Klasse zu blicken. Dies löste Unbehagen unter den Gästen des Restaurants aus, sodass auf der sich im Bau befindlichen Titanic das Restaurant auf der Backbordseite ausdehnte und auf der Steuerbordseite das Café Parisien ergänzt wurde. Zudem dient die Promenade als eines der Einstiegspunkte der Ersten und Zweiten Klasse.

Promenadendeck
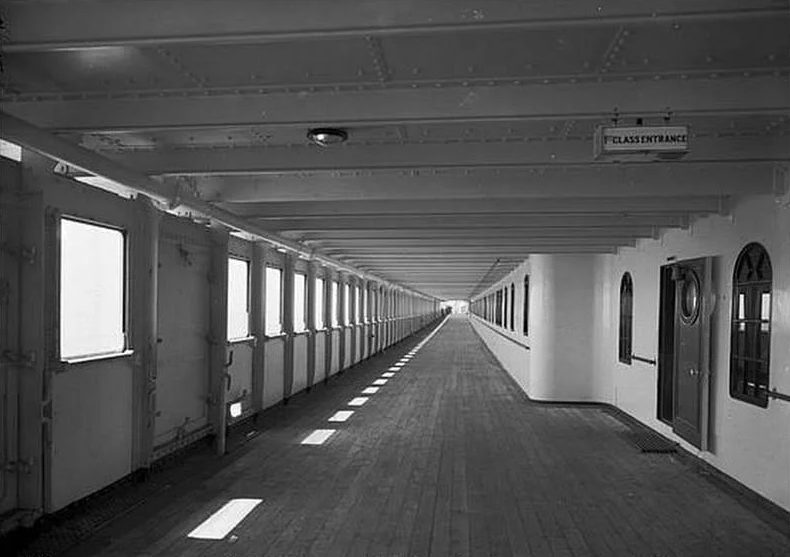
Die geschlossene Promenade

#### C-Deck
Auf dem C-Deck befinden sich nicht viele öffentliche Orte für die Passagiere, es ist jedoch das oberste Deck, welches sich über die komplette Länge erstreckt.

##### Empfangsschalter

###### 1911
Der Empfangsschalter der Ersten Klasse, auch Rezeption genannt, befindet sich auf allen drei Schiffen der Olympic-Klasse auf der Backbordseite und besteht aus einem Auskunftsbüro (englisch enquiry office), dem Zahlmeisterbüro sowie einer Garderobe gegenüber des Auskunftsbüro auf der Steuerbordseite. Letztere wurde so selten genutzt, dass sie im Laufe der Karriere der Olympic rasch entfernt wurde und auf der Olympic nicht einmal eingebaut wurde.

#### F-Deck

##### Türkische Bäder

###### 1911
Die Türkischen Bäder waren eine aus mehreren Räumen bestehende exklusive Einrichtung der Ersten Klasse des F-Decks, welche zwischen dem Schwimmbad und dem Speisesaal der Dritten Klasse auf der Steuerbordseite liegt. Um Zugang zu den Türkischen Bädern zu gelangen, musste man bei der Rezeption auf dem C-Deck ein Ticket kaufen. Die Bäder waren nach Geschlechtern getrennt, wobei Frauen die Bäder zwischen 9:00 und 12:00 Uhr Männer zwischen 14:00 und 18:00 Uhr nutzen konnte. Die Kosten beliefen sich auf 4 Schilling (heute 25 Pfund) oder 1 US-Dollar (heute 31 US-Dollar) pro Person. In der Nähe gab es eine kleine Küche, sodass man die Passagiere auch mit Getränken versorgen konnte.

Der Kühlraum war ein großer, offener Raum mit Wänden aus Teakholz, der in einer Mischung aus maurischen und arabischen Stilen dekoriert war, um an ein türkisches Hamam zu erinnern. Die Wände waren mit glänzenden Fliesen verkleidet, die ein Pflanzenmuster in den Farben hell- und dunkelblau darstellten. An einer der Wände befand sich ein Trinkbrunnen aus Marmor. Die tiefrote Decke wurde von goldenen Deckenleisten geteilt, zahlreiche Lampen mit Bronzefassung beleuchteten den Raum. Auf der Rückseite des Raumes schien durch mehrere Bullaugen das Sonnenlicht, welches durch einen „Kairoer Vorhang“ verdeckt wurde. Überall im Raum verteilt standen Klappstühle, Damasttische und Chaiselounges aus Teakholz, allesamt mit Verzierungen. Zudem befanden sich mehrere Umkleiden in der Nähe des Eingangs.

Kühlraum
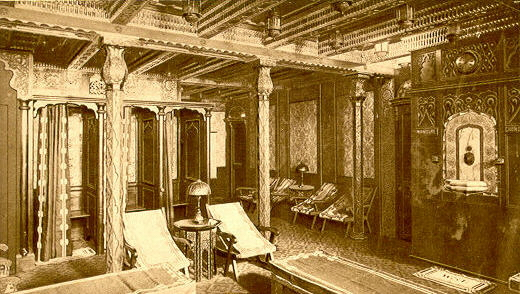
Der Kühlraum der Olympic
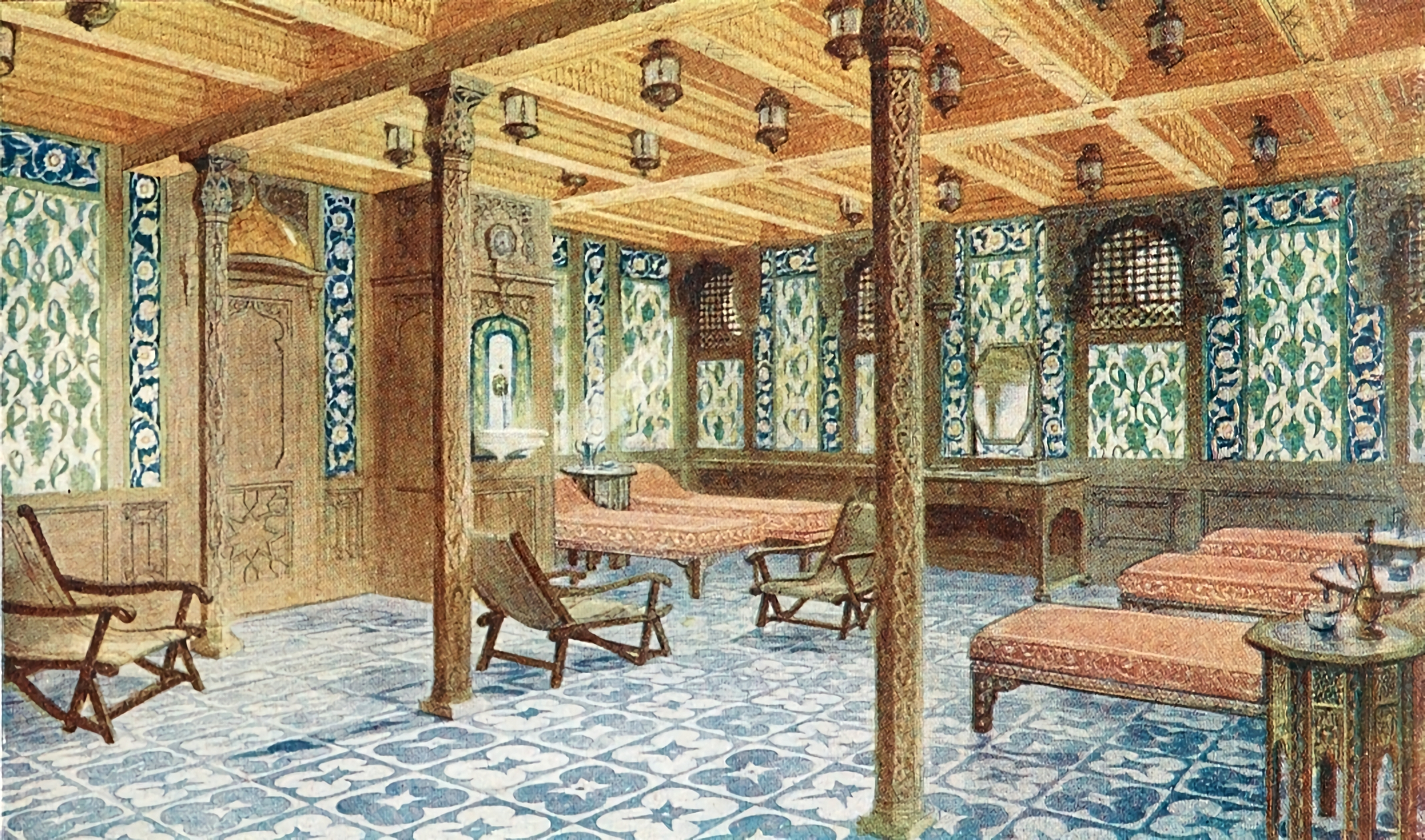
Zeichnung des Kühlraums

Vom Kühlraum gelangte man zum Temperierten Raum, dessen Eichenholzwände eher simpel gehalten wurde und im Vergleich zum Kühlraum deutlich heller war. Er diente den Passagieren zur Akklimatisierung, wenn diese aus dem Dampfbad oder der Sauna kamen. Der Boden des Raumes bestand aus simplen Holzbrettern. Trotz der hellen Atmosphäre hatte der Temperierte Raum keine Bullaugen.
Die Sauna und das Dampfbad grenzten direkt an den Temperierten Raum und dessen Rückwand grenzte wiederum direkt an den Speisesaal der Dritten Klasse. Sie waren im selben Stil gehalten wie der Temperierte Raum und deutlich kleiner. Sie galten als die „Heißen Räume“ der Türkischen Bäder.
Die Elektrischen Bäder bestanden aus zwei kleinen Räumen mit einer Maschine, dem Elektrischen Bad, auch Elektrisches Dampfbad genannt, welches als Wunderwerk der damaligen Zeit galt. Wenn man sich hineinlegte, umhüllte die Maschine den Körper der Person mit extrem heißem Dampf, der neu beleben und revitalisieren sollte. Er schien bei den Passagieren der Olympic nicht sonderlich viel genutzt worden sein, da es auf der Titanic nur noch einen dieser Räume gab.
Der Duschraum war ein Raum, indem sich eine Dusche befand, die sanfte Wasserstrahlen auf alle Seiten des Körpers stieß und eine massierende Wirkung haben sollte. Auf einer Liege konnten sich Passagiere auf den Bauch legen und von weiteren Wasserstrahlen massiert werden.

##### Schwimmbad
Das Schwimmbad auf der Steuerbordseite ist, entgegen der Meinung einiger Leute, das offiziell erste Schwimmbad auf See, die Titanic steht auf Platz 2. Es besteht aus einem langen Raum mit weißen Stahlwänden und blau-weiß gefliesten Boden. Es finden sich dort mehrere Umkleidekabinen und zwei Duschen. Der einzige Unterschied zum Schwimmbad der Titanic besteht darin, dass sich an der Wand mit den Bullaugen eine Reihe von Wasserrohren entlangschlängeln, welche bei der Titanic umverlegt wurden.
Es besteht die Diskussion, ob nicht die Olympic, sondern die Adriatic das erste Schwimmbad auf See besaß, doch der Pool der Adriatic war ein Planschbad und kein Schwimmbad.

### Bereiche der Besatzung

#### Bootsdeck

##### Brücke

###### 1911
Die Brücke der Olympic war das Navigationszentrum des Schiffes und befand sich am vorderen Ende des Bootsdecks. Sie bestand dabei aus mehreren Teilen: die Kommandobrücke, das Ruderhaus und die Brückennock. Bekannte Merkmale der Brücke waren das strahlend weiße Brückendach, welches bei der Titanic grau war, sowie die eingezogenen Brückennock, welche bei der Titanic ausgefahren waren und leicht über das Bootsdeck hinausragten.
Die Kommandobrücke war der größte der Bereiche und war Sitz der Telegrafen sowie eines der drei Steuerräder des Schiffes und es wurde vor allem in Küstennähe genutzt. Durch seinen offenen Zugang war es sehr windig und kalt auf der Kommandobrücke, doch durch Planen, die man vor den offenen Eingang hängen konnte, wäre ein Teil des Wetters abgeschirmt. Die Fensterfront verfügte über keine typischen Sturmschilde (englisch „Storm Shields“), welche man während eines Sturmes vor die Fenster klemmen konnte, um im Fall eines Bruchs der Fenster die Offiziere zu schützen. Auf persönlichem Wunsch von Kapitän Smith wurden Sturmschilde auf der Titanic installiert, da er diese auf der Olympic vermisste. Im Laufe ihrer Karriere wurden die Sturmschilde nachgerüstet, wobei sie bei der Monsterwelle, auf die die Olympic traf, genutzt wurden. Zwar gingen bei der Monsterwelle mehrere der Fenster kaputt, doch das Brückenpersonal kam unverletzt davon.
Das Ruderhaus war ein kleiner Raum hinter der Kommandobrücke und befand sich direkt am Offiziershaus. Von dort steuerte die Besatzung das Schiff die meiste Zeit, da es vor Wind und Wetter geschützt war. Im Gegensatz zu seinen älteren Geschwistern war die Front des Ruderhauses gerundet und die Eingangstüren in Nischen versteckt. Dies war Überbleibsel des ursprünglichen Designs der Brücke, wo die Front der Kommandobrücke ebenfalls abgerundet sein sollte, so wie es Harland & Wolff seither schon bei fast allen Schiffen zuvor gemacht hatte. Die Wände des Ruderhauses waren aus Holz, um den Kompass, der Teil des Telemotors war, nicht durch magnetische Signale zu stören.

Ruderhaus
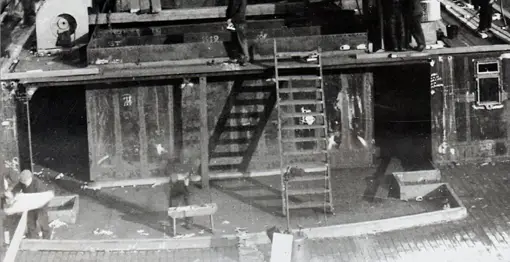
Das Ruderhaus der Olympic, während diese sich noch im Bau befand

##### Offiziershaus

###### 1911
Die Offiziershäuser der Olympic-Klasse hatten alle einen unterschiedlichen Aufbau des Offiziershauses. Bei der Olympic lag der Rauchsalon der Offiziere direkt vor dem Maschinenraum der Aufzüge, der Funkraum auf der Backbordseite direkt daneben. Dies führte dazu, dass nur auf einer Seite des vorderen Treppenhauses der Ersten Klasse eine Tür ins Offiziershaus war, da man ansonsten in das Quartier der Funker gelangen würde. Statt den Kartenraum und die Kabine des Piloten wie die Titanic direkt zentral hinter dem Steuerhaus zu haben, lagen beide Räumlichkeiten auf der Backbordseite, parallel zum Navigationsraum und dem Quartier des Kapitäns. Letzteres lag deutlich weiter hinten als das der Titanic, da die Brücke der Olympic größer war. Es gab zudem keine zusätzlichen Kabinen der Ersten Klasse, dafür hatten die Stewardessen eine Kabine mit Fenster anstelle eines Dachfensters. An dessen Stelle auf der Titanic befand sich ein Lager für Regenmäntel, welche bei dem tragisch verunglückten Schwesterschiff Teil der Toilettenräume war, die direkt daneben lagen. Zudem verfügte die Olympic über einen „Zusätzlichen Zweiten Offizier“ (englisch „Extra 2nd Officer“), wie man zahlreichen Bauplänen entnehmen kann.

##### Offizierspromenade

###### 1911
Die Offizierspromenade war das Stück Bootsdeck, welches von der Brücke bis zum Treppenhaus der Ersten Klasse als Promenade für die Offiziere gedacht war. Dementsprechend war auf diesem Teil des Decks nie viel los, da sich dort hauptsächlich elektrische Dampfwinden und die Rettungsboote befanden. Eine überdachte Treppe führte auf beiden Seiten vom Bootsdeck über das A-Deck bis auf das B-Deck und diente als schnelle Verbindung zum Vorderschiff.
Auf diesem Deck lagen die vier Faltboote A, B, C und D, die beiden Notkutter, welche stets ausgeschwenkt sein müssen, um bei „Mann über Bord“ rasch abgefiert werden zu können, und 4 der 14 regulären Rettungsboote.

### Technische Ausstattung

#### Topdeck
Das Topdeck der Olympic zeichnet sich dadurch aus, dass es das Dach des Bootsdeck repräsentiert und lediglich zur Lüftung der Passagierbereiche sowie einige technische Anlagen wie den Funkantenne ausweist. Die Glaskuppel des Treppenhauses der Ersten Klasse sowie die Dachfenster der Toilette und des Rauchsalons der Offiziere waren dort anzutreffen.
Um den ersten Schornstein herum befand sich ein mit Stangen gehaltenes Seil, an dem eine Plane befestigt werden konnte und so eine überdachte Promenade für die Offiziere der Olympic geschaffen werden konnte. Zudem wurde die Leinen von den Offizieren als Wäscheleinen verwendet.

#### Funkmast
Der Funkmast bestand aus einer Reihe aus Kabeln, die zwischen den beiden Masten gespannt war. Eben diese führten hinunter auf das Topdeck, wo sich eine Antenne befand, welche wiederum mit dem Funkraum darunter verbunden war. Diese Antenne war mit einem Zaun umrandet, an dem ein Schild mit der Aufschrift „NOTICE - HIGH VOLTAGE - KEEP CLEAR OF WIRES“ (deutsch „HINWEIS - HOCHSPANNUNG - ABSTAND ZU KABELN HALTEN“) hing.
Auf der Britannic, dem Schwesterschiff der Olympic, riss der Funkmast durch die Kollision mit der Seemine, sodass trotz allen Bemühungen keine Funksprüche abgesetzt werden konnten.

#### Schornsteine
Die vier Schornsteinschächte der Olympic dienen ihr als markantestes Kennzeichen und macht sie somit zu einem von zwölf Schiffen in der Seefahrtsgeschichte, welches über vier Schornsteine verfügt.
Der sichtbare Teil der Schornsteine war im White-Star-Buff, einem bestimmten Beigeton, bemalt. Was jedoch meist unbekannt ist, dass dieser Teil als Uptake, also eine Art Verkleidung, bezeichnet wurde. Der eigentliche Schornsteinschacht befindet sich dahinter und war kochend heiß, wodurch wiederum Farbe, die man darauf malte, abblätterte. Daher entschied man sich für eine Hülle aus Metall und strich diese an.
Der eigentliche Schornsteinschacht lief von dort hinunter bis in die Kesselräume, wo er den Rauch der Kessel herauftrug. Dabei führte er durch das Gehäuse des Schornsteinschacht, auf Bauplänen als „Boiler Casing“ gekennzeichnet. Dieser diente zur Abschirmung der extremen Hitze vor den Passagierbereichen. Nichtsdestotrotz wurde angemerkt, dass die Wände rund um die Schornsteinschächte herum stets warm waren.
Der vierte Schornsteinschacht entlüftete im Gegensatz zu seinen Zwillingen zwar keine Kessel, jedoch diente er als Entlüftung des Turbinenraums. Durch ein Netzwerk aus Laufstegen, Leitern und Treppen konnten die Ingenieure bis hinauf auf die Spitze des vierten Schornstein klettern. Auch diente er zur Entlüftung der Kohleöfen der Küchen auf dem D-Deck.
An den ersten drei Schornsteinen lagen Rohre zum Ablassen von überschüssigem Wasserdampf aus den Kesseln, was während des Untergangs der Titanic auch gemacht wurde. Zudem befanden sich an diesen Rohren die Schiffshörner, welche über eine Leiter erreichbar waren.
Neben den vier bekannten Schornsteinen gab es einen fünften, ziemlich kleinen Schornstein, der für die Entlüftung des Schornsteins der Rauchsalons gedacht war. Diese Idee erwies sich als unklug, da die Passagiere den Rauch abbekamen, und daher verband man ihn in späteren Versionen mit dem vierten Schornstein.

#### Lüftungssystem
Das Lüftungssystem der Olympic bestand aus einer Reihe von Lüftungsschächten und Maschinen, die über das ganze Schiff frische Luft verteilten. Dabei gab es Lüfter (englisch Fans), Entlüfter (englisch Vents) und Fidleys.
Vor und hinter den Schornsteinschächten lagen die Fidleys, welche zur Belüftung der Kesselräume genutzt und mit einem Netzwerk aus Leitern und Laufstegen die Kesselräume mit dem Topdeck verbanden. Durch die Zugänge zum Schottlandweg auf dem E-Deck waren die Fidleys zudem als Notausgang für die Heizer konzipiert.
Vor und hinter den Fidleys wiederum lagen die Schächte zur Lüftung (großer, zentraler Schacht zentral im Schiff) und zur Entlüftung (flankieren den Lüftungsschacht). Durch den Fahrtwind werden große Mengen Luft durch die großen Öffnungen der Lüftungsschächte auf dem Topdeck ins Innere des Schiffes gedrückt, was durch die Fans, große Belüftungsmaschinen auf dem F-Deck, die Luft zu sich herziehen, unterstützt. Abgestandene und verbrauchte Luft wird dann durch die Vents, Entlüftungsmaschinen oberhalb des Topdecks, wieder hinausgezogen und in Richtung des Fahrtwinds entlassen.

## Technische Daten
Durch Umbaumaßnahmen änderten sich folgende Daten von 1911 bis 1933:
- Bruttoregistertonnen:
  - 1911: 45.324
  - 1933: 46.439
- Nettoregistertonnen
  - 1911: 20.894
  - 1933: 20.994
- Passagiere:
  - 1911: 2.584
  - 1933: 1.447

## Kapitäne

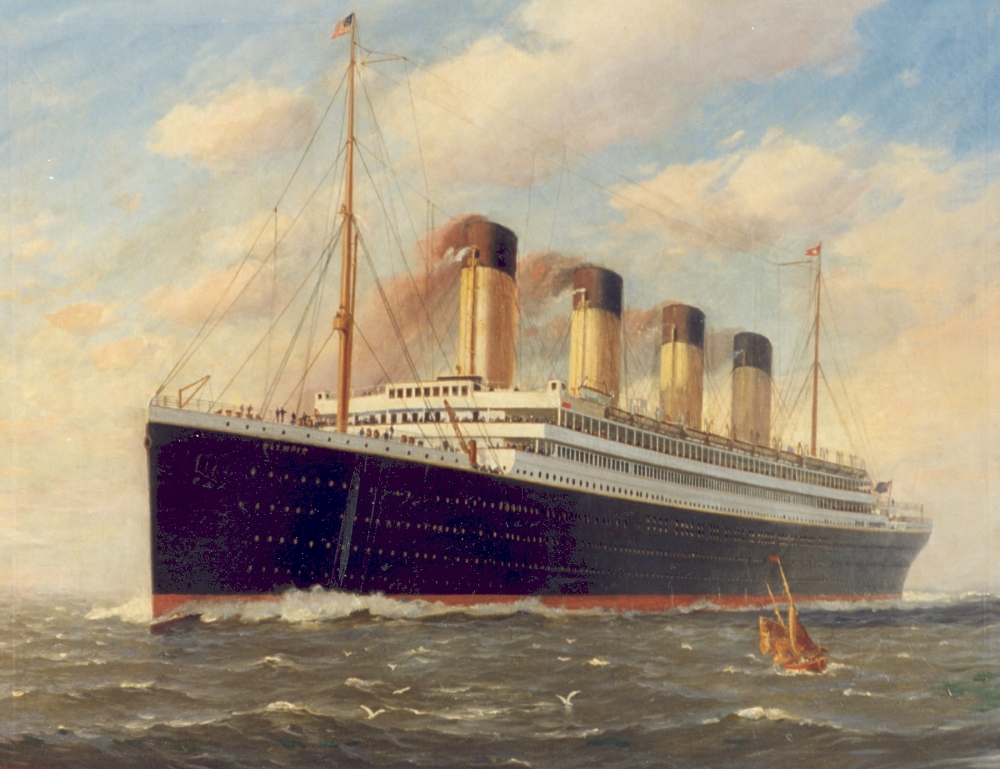
Die Olympic um 1913, Gemälde von Fred Pansing

| Nr. | Name                  | Jahre     |
| --- | --------------------- | --------- |
| 1   | Edward John Smith     | 1911–1912 |
| 2   | Herbert James Haddock | 1912–1914 |
| 3   | Bertram Fox Hayes     | 1915–1922 |
| 4   | Alex Hambleton        | 1922–1923 |
| 5   | Hugh David            | 1923      |
| 6   | J. B. Howarth         | 1923–1925 |
| 7   | William Marshall      | 1925–1928 |
| 8   | Walter Henry Parker   | 1928–1929 |
| 9   | E. R. White           | 1930–1932 |
| 10  | John Binks            | 1932–1934 |
| 11  | Reginald Peel         | 1934–1935 |
| 12  | P. V. Vaughan         | 1935      |